# Vire
Pour les articles homonymes, voir Vire (homonymie).
Vire est une ancienne commune française du Bocage virois, située dans le département du Calvados et la région Normandie, devenue le 1er janvier 2016 une commune déléguée au sein de la commune nouvelle de Vire Normandie.
Elle est peuplée de 10 906 habitants.

## Géographie

### Localisation
Vire est située au nord-est du Massif armoricain, au sud d'un bassin entouré de collines, dans le pays du Bocage virois. 
La ville est à 30 km au nord-ouest de Flers, à 38 km au sud-est de Saint-Lô et à 60 km au sud-ouest de Caen. 

### Communes limitrophes
| Coulonces (comm. nouv. de Vire Normandie)             | La Graverie (comm. nouv. de Souleuvre en Bocage)                             | La Graverie (comm. nouv. de Souleuvre en Bocage), Burcy (comm. nouv. de Valdallière), Vaudry (comm. nouv. de Vire Normandie) |
| Coulonces (comm. nouv. de Vire Normandie)             | Vire                                                                         | Vaudry (comm. nouv. de Vire Normandie)                                                                                       |
| Saint-Manvieu-Bocage (comm. nouv. de Noues de Sienne) | Saint-Germain-de-Tallevende-la-Lande-Vaumont (comm. nouv. de Vire Normandie) | Vaudry (comm. nouv. de Vire Normandie), Roullours (comm. nouv. de Vire Normandie)                                            |

### Géologie et relief
De 1972 (date de la vision de Saint-Martin-de-Tallevende) à 2015 (date de la fusion au sein de Vire Normandie), Vire avait une superficie de 22,50 km2 ; son altitude variait de 85  à   225 mètres. 
Le territoire communal est au cœur d'une région communément appelée, notamment par les météorologues, collines de Normandie. Le relief présente un dénivelé important, notamment au sud, dans les Vaux de Vire, et sur l’ancienne commune de Saint-Martin-de-Tallevende. Le point culminant (225 m) se situe à l'est, à la sortie du territoire, sur la route de Condé-sur-Noireau. Le point le plus bas (85 m) correspond à la sortie de la Vire du territoire, au nord.[réf. nécessaire]

### Hydrographie

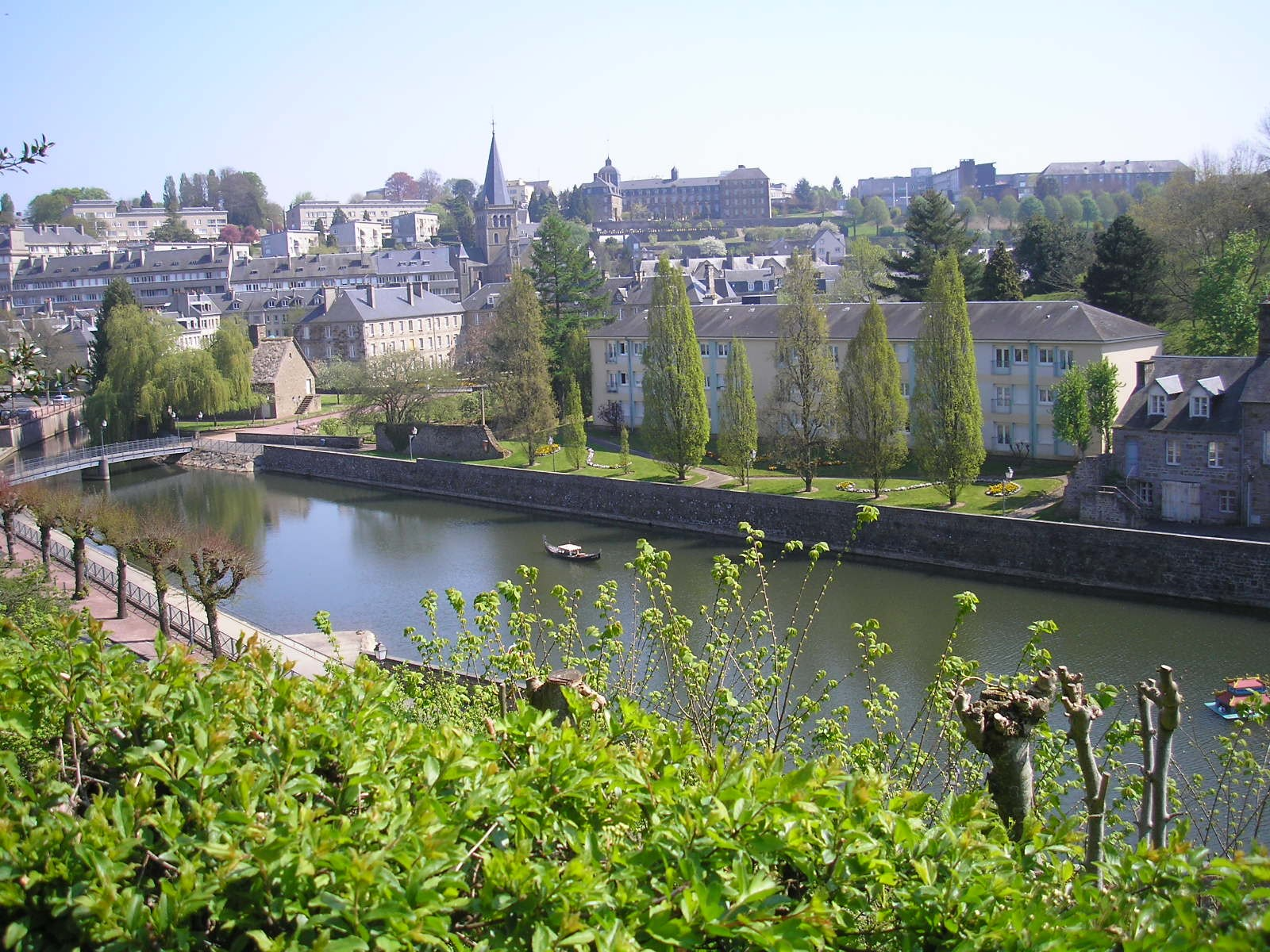
vue vers l'écluse et l'église Sainte-Anne du haut de la place du château

L'agglomération est située sur la Vire, fleuve côtier dont elle partage le nom, à sa confluence avec la Virène. 
La Vire arrive sur le territoire par le sud en le délimitant avec celui de Saint-Germain-de-Tallevende-la-Lande-Vaumont. Après sa traversée du sud de la ville, elle marque, à partir du confluent de la Virène, la limite entre Vire et l’ancienne commune associée, Saint-Martin-de-Tallevende (que la Virène sépare de Saint-Germain-de-Tallevende), puis entre Vire et Coulonces. C'est sur ce dernier tronçon que le fleuve reçoit les eaux de l'Allière après que celle-ci a traversé le territoire de l'ancienne commune de Neuville, au nord. 

### Climat
Comme toute la Normandie, Vire bénéficie d’un climat océanique avec des étés frais et des hivers doux. Les stations météorologiques les plus proches sont celles de Caen-Carpiquet et de Granville-Pointe du Roc situées à 50 km. Celle d'Alençon-Valframbert est à 85 km. Le Bocage virois se différencie toutefois nettement pour la pluviométrie annuelle qui, à Vire, avoisine les 900 mm, les communes environnantes étant quant à elles plus arrosées. Du fait du relief environnant, les hivers sont ordinairement plus enneigés qu'en plaine de Caen.

### Milieux naturels et biodiversité

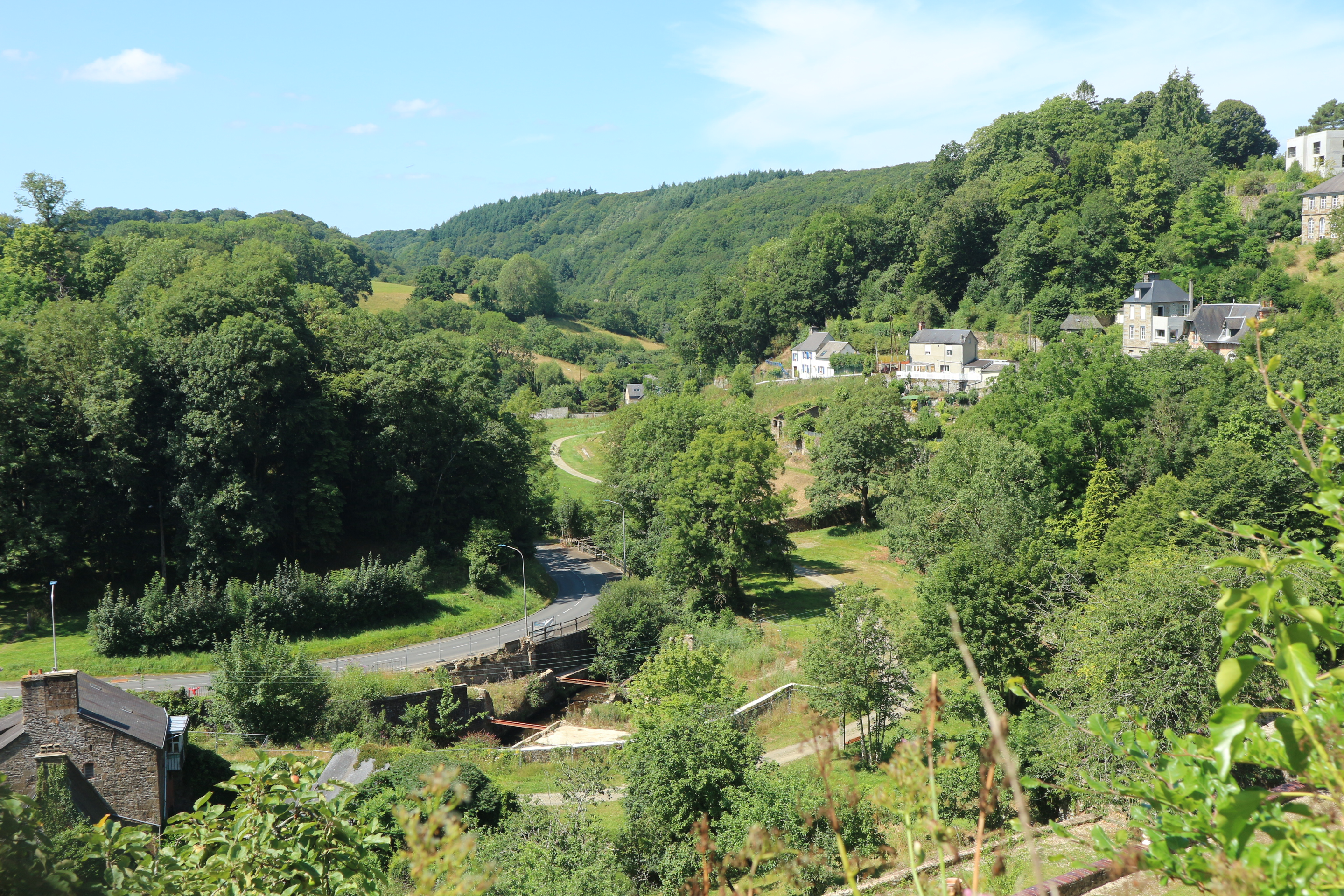
Vue sur les Vaux de Vire, depuis le haut de la rue Olivier Basselin.

#### Sites classés
- Esplanade du château, parc Lenormand et rocher des Rames. Cet ensemble de trois sites[4] est classé par arrêté du 16 novembre 1918. Il s'agit du premier site classé du Calvados[5].

#### Site inscrit
- Les Vaux de Vire[6], site inscrit par arrêté du 23 février 1938[7].

## Urbanisme

### Voies de communication et transports
La ville est traversée du nord au sud par la route départementale 577 (ancienne N 177) de Villers-Bocage à Mortain et du sud-est à l'ouest par la D 524 (ancienne N 24 bis) d'Argentan à Granville. La D 674 (ancienne N 174) de Vire à Carentan se greffe sur la D 577 au nord de la commune. Flers, en direction de Paris, est accessible par la D 524, Saint-Lô par la D 674 et Caen par la D 577. Des routes plus secondaires permettent de relier Vire aux chefs-lieux de canton ou communes plus proches : Condé-sur-Noireau par la D 512 (ancienne N 812) à l'est, Aunay-sur-Odon par la D 55 au nord-est, Pont-Farcy et Tessy-sur-Vire par la D 52 au nord-ouest et Gathemo et Juvigny-le-Tertre par la D 76 au sud-ouest. La D 407, appelée « rocade de Vire », permet le contournement de la ville à l'est, de la D 674 à la D 524. 
La gare de Vire située sur la Ligne de Paris à Granville  est desservie par la ligne commerciale Paris - Granville (Intercités) et par la ligne commerciale Dreux - Argentan - Granville (TER Normandie)

## Toponymie
Le nom de la localité est attesté sous les formes Vira en 1082, Castrum Viriœ 1210, Viriœ Castrum 1230, Vile et Chastel de Vile , Vyre en 1371.
Le fleuve côtier homonyme a donné son nom à la ville. C'est selon René Lepelley l'un des toponymes normands actuels les plus anciens, sinon le plus ancien. Son origine serait pré-celtique, dérivé d'une racine indo-européenne ver- ou var-, évoquant l'eau, qui se retrouve dans l'ancien nom de Saint-Lô, également sur le cours du fleuve, Briovera.

## Histoire

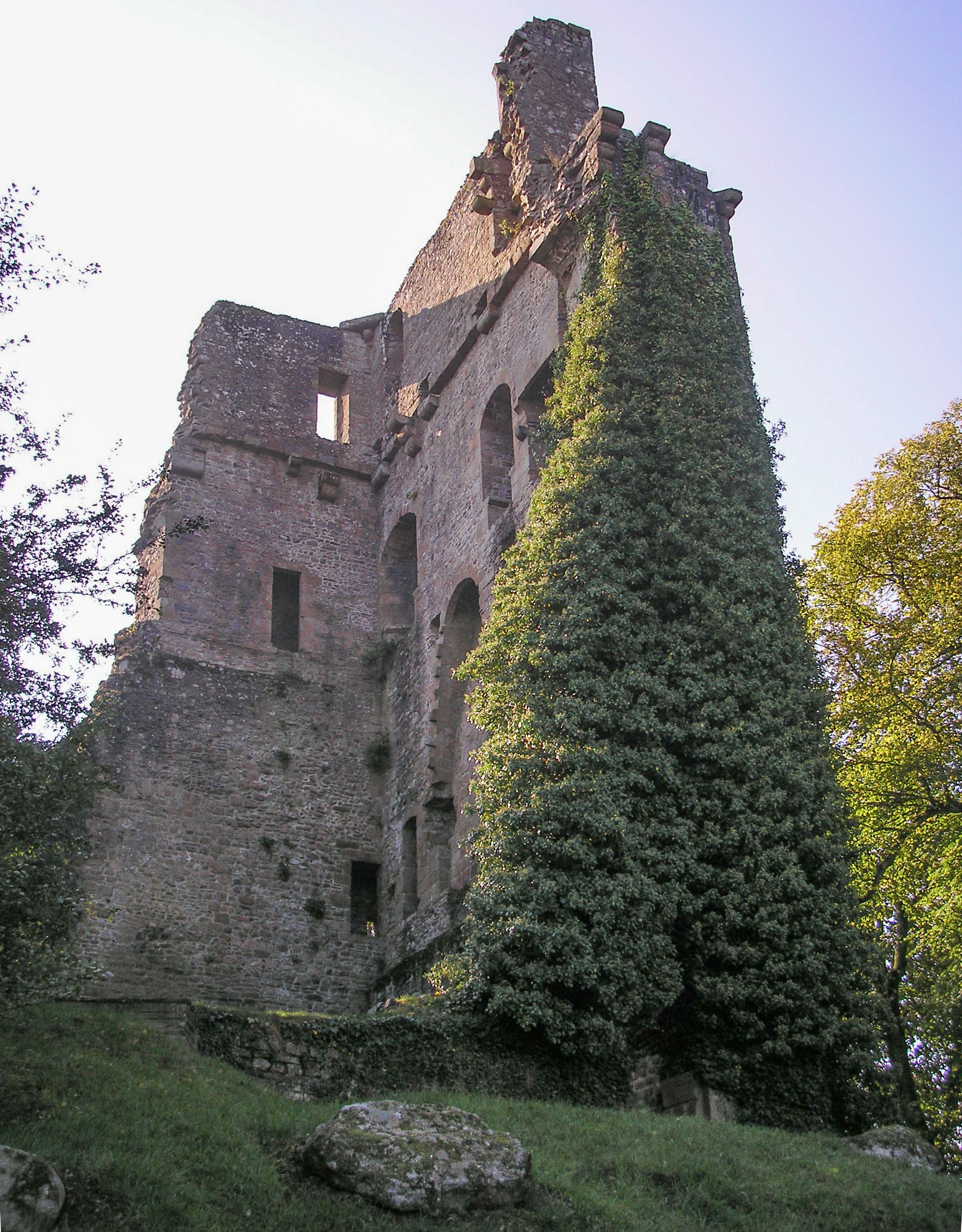
Le donjon roman d'Henri Ier Beauclerc.

Vire fut de tout temps constamment fortifiée : camp préhistorique, oppidum gaulois, motte féodale entourée d'une palissade sous Guillaume le Conquérant, éperon barré par un robuste donjon carré à contreforts œuvre d'Henri Ier Beauclerc, isolée par une double enceinte au XIVe siècle flanquée de tours circulaires. Capitale du Bocage, Vire sera l'une des principales places fortes des ducs de Normandie, rang qu'elle conservera après le rattachement au royaume de France en 1204.

### Moyen Âge
En 1123, Henri Ier Beauclerc, roi d'Angleterre et duc de Normandie, fait construire sur un éperon rocheux, contourné par un méandre de la Vire, un donjon carré muni d'une première enceinte, afin d'assurer la défense du duché contre les appuis extérieurs à ses opposants, telles les troupes du comte d'Anjou ou des seigneurs de Bretagne.
Cet ensemble est, à partir du milieu du XIIIe siècle, sur ordre de Saint Louis, complété par des remparts extérieurs. Cette deuxième enceinte n'est achevée qu'au début du XIVe siècle. Elle correspond aux actuelles tours de Geôle, Saint-Sauveur, aux Raines, de la Douve et à la porte Horloge. Le 13 juillet 1367 un mandement de Charles V témoigne de la fortification de la ville, « […] à ses biens aimés bourgeois habitants de la ville de Vire » leur accordant la remise d'une partie de leurs impositions pour « […] la fortification de la dite ville, et pour les aider à la garder ».
Lors de la guerre de Cent Ans, Vire est pillée en 1368 par les grandes compagnies. Après le siège et la prise de Caen en août 1417 par le roi d'Angleterre Henri V, la ville résiste plusieurs mois avant d'être prise en 1418 par les Anglais. L'occupation anglaise provoque la résistance des paysans du bocage virois, et en 1436-1437, sous la conduite de Jean Boschier, la révolte est générale. Ses quatre à cinq mille insurgés sont taillés en pièces près de Saint-Sever. Parmi les morts on compte Olivier Basselin. Cette occupation ne prend fin qu'en 1450 et aura été particulièrement brutale. Après son refus de livrer sa femme au sergent anglais Fields, Hugues Vaux, propriétaire de la plus grande ferme du village, est exécuté ; ce qui laisse la population dans un total désarroi. Quelques habitants profitent néanmoins de l'occupation anglaise, tel un certain Eugène Vergny qui fournit à Fields des renseignements sur les troupes françaises, puis se voit attribuer la ferme du susdit Vaux.

### Époque moderne
À la fin du Moyen Âge, la ville devient prospère, d'abord par les activités du cuir, puis par l'industrie drapière. En 1562, dans le cadre des guerres de Religion, les protestants dévastent la ville,.
En 1619, la peste s'installe à nouveau à Vire.
Sous le règne de Louis XIII, comme bon nombre de constructions défensives du Moyen Âge pouvant servir d'éventuelles rébellions (huguenotes en particulier), le château et son enceinte sont démantelés sur ordre de Richelieu.
À la suite du traité de Paris, en 1763, l'industrie drapière locale perd un de ses principaux débouchés par la cession du Canada à l'Angleterre. Parmi d'autres dont la charge des impôts, cet évènement contribuera à l'accueil favorable des Virois à la convocation des états généraux. La Garde nationale est constituée à partir d'août 1789 et le premier numéro de l'hebdomadaire Le Courrier des campagnes, favorable à la Révolution, parait le 14 janvier 1791. Sous la Terreur, les églises sont fermées, Notre-Dame devient un dépôt de fourrage, Sainte-Anne une écurie, Saint-Thomas un magasin à poudre et l'Hôtel-Dieu un hôpital militaire. Un vaste transfert de propriété, profitant surtout à la bourgeoisie, résulte de la vente des biens nationaux.

### Révolution française et Empire
À partir de 1795, les Chouans s'organisent dans le bocage sous la direction de Louis de Frotté. Début 1796, Vire est en état de siège. Une tentative de Hoche de pacifier la région échoue et le 25 octobre 1799, les troupes de Frotté attaquent Vire que les gardes nationaux, aidés de renforts de tout l'ouest du Calvados, défendent victorieusement. Frotté se retire sur Gathemo où les prisonniers républicains sont libérés. L'exécution de Frotté en février 1800 met un terme à la Chouannerie normande.

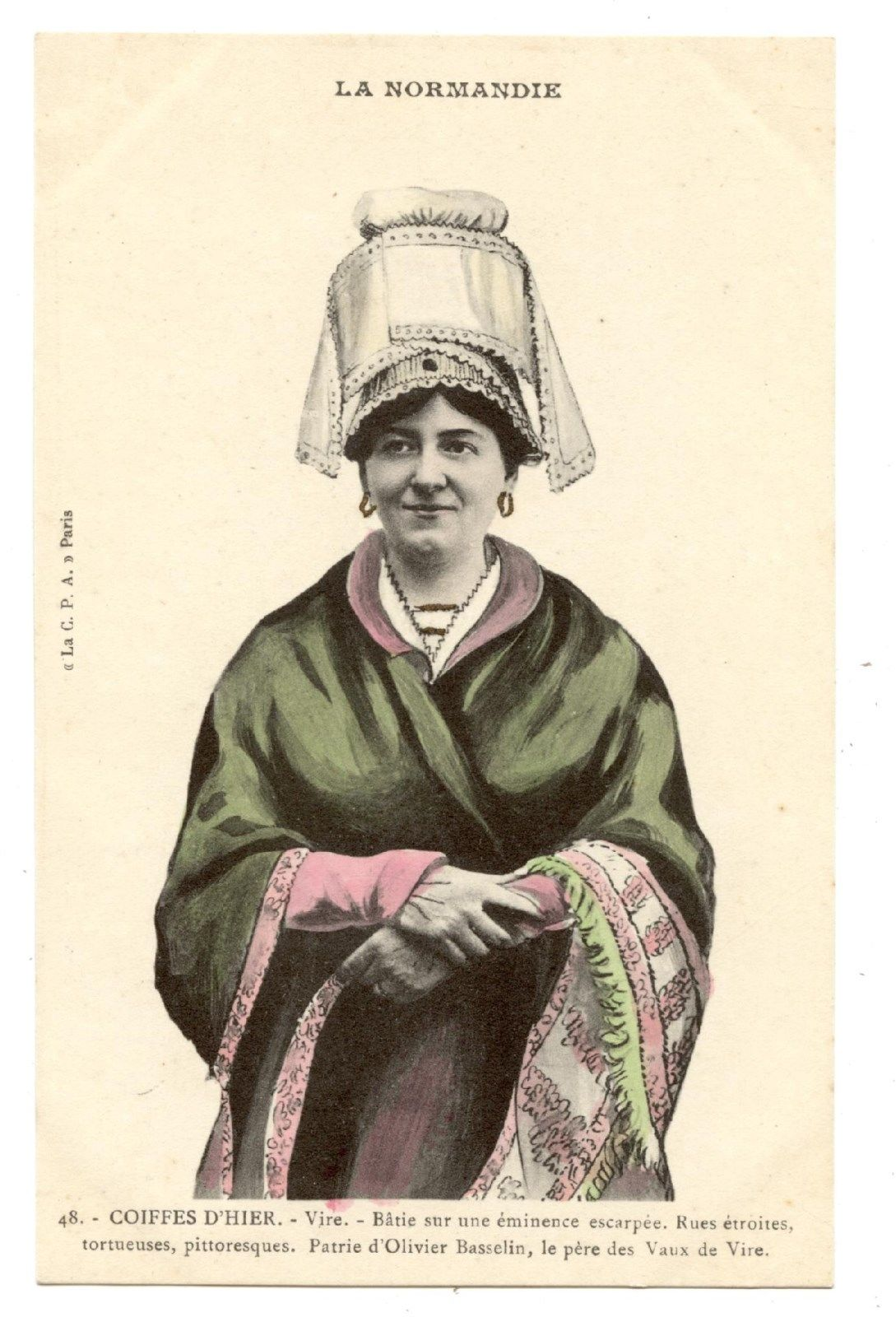
Coiffe de Vire.

### Époque contemporaine

#### LeXIXesiècle
Sur le chemin de l'exil, le 11 août 1830, Charles X passe la nuit dans le château du Cottin. Ses deux successeurs feront également un passage sur le trajet de Cherbourg : Louis-Philippe à l'aller le 30 août 1833, le président Louis-Napoléon Bonaparte au retour le 11 septembre 1850.
Au XIXe siècle, la ville est très active. En 1857, un sous-préfet justifie le bas niveau des salaires ouvriers. La ville résiste mal à l'industrialisation et subit une récession importante. Une forte tradition de compétence en botanique l'a fait néanmoins connaître, au point d'être considérée comme l'un des berceaux de la botanique moderne. Ses chercheurs et peintres d’histoire naturelle étaient renommés dans toute l’Europe.
À la suite de l'annexion, en 1871, de l'Alsace-Lorraine par l'Allemagne tout juste unifiée, un certain nombre d'entreprises textiles, notamment de Bischwiller, quittent l'Alsace et viennent s'installer en Normandie. Vire est, comme Elbeuf, l'un des principaux points de chute de cette migration, tout comme Châlons-sur-Marne dans le département de la Marne.

#### LeXXesiècle

##### Seconde Guerre mondiale

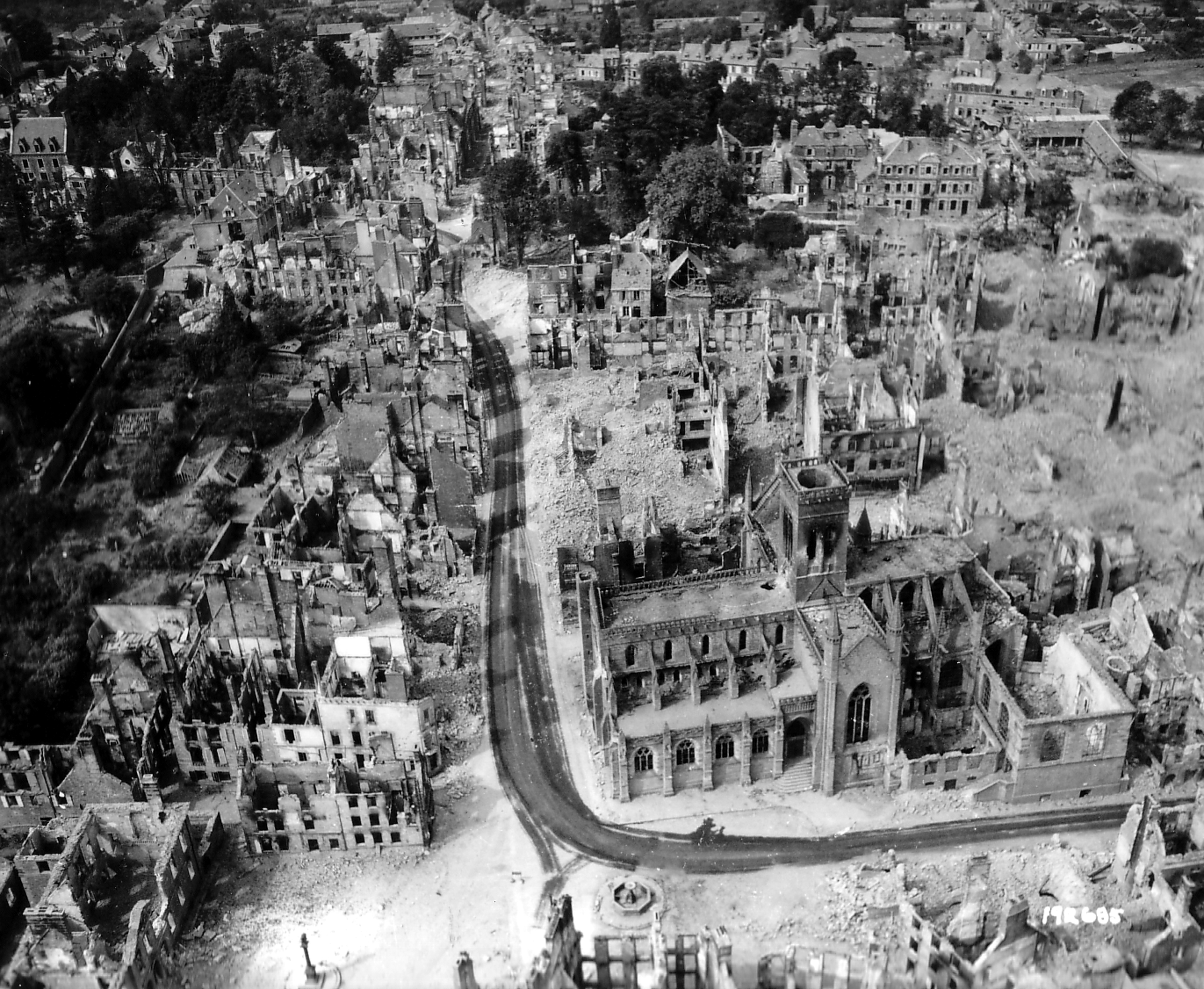
Vue aérienne après les bombardements de 1944.

Au cours de la Seconde Guerre mondiale, le 6 juin 1944 vers vingt heures, comme beaucoup d'autres villes normandes, Vire subit les bombardements stratégiques alliés et est détruite à plus de 95 %. Ceux-ci font environ 350 morts. Les soldats américains du 1er bataillon du 116e régiment d'infanterie de la 29e division d'infanterie libèrent la ville le 8 août 1944. Du 6 au 8 août, ce régiment subit cent huit tués et quatre disparus dans la bataille.

##### Après la Seconde Guerre mondiale
La reconstruction s'effectue jusqu'au milieu des années 1960. L'architecte Marcel Clot est chargé, dès 1944, d'élaborer le plan de reconstruction et d'aménagement. Une vaste opération de déminage et de déblaiement se poursuit jusqu'en mars 1946. Un remembrement urbain est alors effectué. Les réseaux et la nouvelle voirie sont créés. La réalisation des nouveaux immeubles est suivie par l'architecte en chef de la ville Marcel Chappey, remplacé en 1949 par Claude Herpe. La première pierre de la reconstruction est posée le 25 février 1949. La bibliothèque, dernier grand édifice public à être réédifié, est ouverte le 4 décembre 1964.
Dans le cadre du plan Raymond Marcellin visant à réduire le nombre de communes, la commune de Saint-Martin-de-Tallevende est associée à Vire le 1er juillet 1972.
Vire a fusionné avec des communes voisines :
- Neuville en 1953, au nord ;
- Saint-Martin-de-Tallevende en 1972, à l'ouest, qui a gardé le statut de commune associée jusqu'à la création de la commune nouvelle de Vire Normandie en 2016 et qui comptait 1 082 habitants en 2013.

#### XXIesiècle
Le 1er janvier 2016, Vire intègre avec sept autres communes la commune de Vire Normandie créée sous le régime juridique des communes nouvelles instauré par la loi no 2010-1563 du 16 décembre 2010 de réforme des collectivités territoriales. Les communes de Coulonces, Maisoncelles-la-Jourdan, Roullours, Saint-Germain-de-Tallevende-la-Lande-Vaumont, Truttemer-le-Grand, Truttemer-le-Petit, Vaudry et Vire deviennent des communes déléguées et Vire est le chef-lieu de la commune nouvelle.

### Titres de presse disparus
Journaux disparus, localisés à Vire :
- Le Courrier des campagnes (1791) ;
- Affiches annonces et avis divers de l'arrondissement de Vire (1821-1837) ;
- Journal judiciaire, annonces, affiches et avis divers de la ville et de l'arrondissement de Vire (1821-1837) ;
- Le Glaneur, journal judiciaire d'annonces et avis divers de Vire (1822) ;
- Le Virois (1831-1887) ;
- L'Hebdomadaire – Journal de Vire (1837-1878) ;
- Le Journal de Vire (1878-1889) ;
- Le Bocage (1880-1941) ;
- Le Réveil virois (1890-1908) ;
- La Croix du Bocage (1897-1944) ;
- Le Petit glaneur (1907-1910) ;
- L’Écho du Val de Vire (1914-1919) ;
- Le Paysan normand (1924-1939).

## Politique et administration

### Rattachements administratifs et électoraux
Avant sa fusion au sein de Vire Normandie, la commune était le chef-lieu de l'arrondissement de Vire du département du Calvados.  
Elle était depuis 1793 le chef-lieu du canton de Vire. Dans le cadre du redécoupage cantonal de 2014 en France, cette circonscription administrative territoriale a disparu, et le canton n'est plus qu'une circonscription électorale.
Pour les élections départementales, la commune faisait partie depuis 2014  et jusqu'à sa fusion de 2016 du canton de Vire Normandie
Pour l'élection des députés, elle faisait partie de la sixième circonscription du Calvados.

### Intercommunalité
Vire était le siège de la communauté de communes de Vire, un établissement public de coopération intercommunale (EPCI) à fiscalité propre créé en 1999 — qui succédait au district de Vire, créé en 1964 — et auquel la commune avait transféré un certain nombre de ses compétences, dans les conditions déterminées par le code général des collectivités territoriales.
Les communes constituant cette intercommunalité ont toutes fusionnées au sein de Vire Normandie le 1er janvier 2016, et cette commune nouvelle a elle-même intégré la communauté de communes Intercom de la Vire au Noireau

### Tendances politiques et résultats
Candidats ou listes ayant obtenu plus 5 % des suffrages exprimés lors des dernières élections politiquement significatives :
- Européennes 2014[33] (40,59 % de votants) : UMP (Jérôme Lavrilleux) 24,46 %, FN (Marine Le Pen) 22,44 %, PS-PRG (Gilles Pargneaux) 17,04 %, UDI - MoDem (Dominique Riquet) 9,25 %, EÉLV (Karima Delli) 7,07 %, DLR (Jean-Philippe Tanguy) 5,55 %.
- Législatives 2012[34] :
  - 1er tour (60,71 % de votants) : Jean-Yves Cousin (UMP, maire de la ville) 43,77 %, Alain Tourret (PRG) 42,65 %, Marie-Françoise Lebœuf (FN) 6,05 %.
  - 2e tour (63,65 % de votants) : Alain Tourret (PRG) 50,13 %, Jean-Yves Cousin (UMP) 49,87 %.
- Présidentielle 2012[35] :
  - 1er tour (79,66 % de votants) : François Hollande (PS) 32,46 %, Nicolas Sarkozy (UMP) 27,58 %, Marine Le Pen (FN) 13,92 %, François Bayrou (MoDem) 10,19 %, Jean-Luc Mélenchon (FG) 9,52 %.
  - 2e tour (80,07 % de votants) : François Hollande (PS) 56,36 %, Nicolas Sarkozy (UMP) 43,64 %.

### Liste des maires
| Période          | Période          | Identité                                       | Étiquette                     | Qualité |
| ---------------- | ---------------- | ---------------------------------------------- | ----------------------------- | --- |
| février 1790     | 14 juillet 1790  | René Castel                                    |                               | Poète et naturaliste |
| juillet 1790     | novembre 1791    | Jean-Baptiste Surirey du Hamel (1743-?)        |                               | Juge-consul puis échevin de Vire |
| novembre 1791    | novembre 1795    | Pierre Flaust                                  |                               | Ancien lieutenant général du bailliage de Vire Ancien membre de l'Assemblée provinciale de Basse-Normandie Député aux États généraux (bailliage de Caen) (1789) Député du Calvados (1815) |
| novembre 1795    | avril 1797       | Thomas Dubosq de la Roberdière (1751-1807)     |                               | |
| avril 1797       | avril 1800       | Thomas Bazin de Blanquaure                     |                               | |
| avril 1800       | avril 1807       | Thomas Dubosq de la Roberdière (1751-1807)     |                               | |
| avril 1807       | juillet 1816     | Pierre Lenouvel                                | Gauche                        | Propriétaire Député du Calvados (1815 et 1831 → 1833) |
| juillet 1816     | juillet 1830     | Charles Louis Huillard d'Aignaux               |                               | |
| août 1830        | décembre 1834    | Charles-François Moulin                        |                               | Ancien lieutenant-colonel de l'armée napoléonienne Membre du conseil général du Calvados Officier de la Légion d'honneur |
| 16 décembre 1834 | 23 mai 1849      | Armand Rocherullé-Deslongrais                  | Gauche puis droite            | Négociant en vins, juge au tribunal de commerce Député du Calvados (1834 → 1849) Conseiller général de Vire (1833 → 1848) Président du conseil général du Calvados (1848 → 1849) |
| 23 mai 1849      | 1852             | Lemoine-Durandière et Simon François Casin     |                               | |
| juillet 1852     | juillet 1870     | Isidore de La Huppe de Larturière              | Droite                        | Propriétaire Conseiller général de Vire (1867 → 1880) |
| 4 septembre 1870 | 24 mai 1874      | François-Michel Morin dit Lavallée (1809-1877) | Républicain                   | Antiquaire et bibliophile Président de la commission municipale Nommé maire le 12 mai 1871, révoqué le 24 mai 1874 |
| mai 1874         | 6 janvier 1878   | Isidore de La Huppe de Larturière              | Droite                        | Propriétaire Conseiller général de Vire (1867 → 1880) |
| 21 février 1878  | mai 1882         | Jean François Nestor Lalleman (1810-1884)      |                               | Négociant en vins Conseiller d'arrondissement de Vire (1877 → 1882) |
| mai 1882         | 23 juin 1885     | Marc Hippolyte Porquet                         |                               | Médecin |
| 31 juillet 1885  | 14 mars 1905     | Émile Chenel                                   | Républicain progressiste      | Avocat Député du Calvados (1898 → 1902) Conseiller général de Vire (1894 → 1905) Décédé en fonction |
| 18 avril 1905    | 25 janvier 1914  | Charles Canu                                   |                               | Négociant en vins Chevalier de la Légion d'honneur Décédé en fonction |
| mars 1914        | 15 décembre 1919 | Charles Berger                                 |                               | Industriel du textile Président du tribunal du commerce Réélu maire en 1919 mais refuse la fonction |
| 15 décembre 1919 | 8 septembre 1931 | Charles Drouet (1854-1931)                     |                               | Avocat Conseiller d'arrondissement de Vire (1926 → 1931) Chevalier de la Légion d'honneur Décédé en fonction |
| 16 octobre 1931  | 14 juin 1937     | Gaston Vimont (1872-1937)                      | Républicain                   | Greffier de justice de paix Décédé en fonction |
| 31 juillet 1937  | 21 janvier 1940  | Charles Lepelletier (1870-1940)                |                               | Docteur en médecine Chevalier de la Légion d'honneur Décédé en fonction |
| 15 mai 1940      | 20 août 1944     | Alfred Mesrouze (1870-1954)                    |                               | Directeur d'école honoraire, ancien premier adjoint Officier de l'Instruction publique et du Mérite agricole Nommé maire par le gouvernement de Vichy en mars 1941 Démissionnaire avec l'ensemble du conseil municipal                                                                           |
| octobre 1944     | 22 avril 1958    | André Halbout                                  | RPF puis RS                   | Pharmacien Conseiller général de Vire (1945 → 1958) Démissionnaire |
| juillet 1958     | 22 mars 1965     | Bertrand Le Chevrel                            | DVD puis CD                   | Chirurgien Conseiller général de Vire (1958 → 1970) |
| 22 mars 1965     | 25 mars 1971     | André Halbout                                  | UNR puis UDR                  | Pharmacien Député du Calvados (5e circ.) (1962 → 1967) |
| 25 mars 1971     | 24 mars 1989     | Olivier Stirn                                  | UDR puis RPR puis UDF puis PS | Ancien sous-préfet et chargé de mission Secrétaire d'État (1973 → 1978) Député du Calvados (5e circ.) (1968 → 1973, 1978 et 1981 → 1986) Député de la Manche (Manche puis 5e circ.) (1986 → 1988 et 1988) Conseiller général de Vire (1970 → 1988 et 1994 → 2001)                                |
| 24 mars 1989     | 28 mars 2014     | Jean-Yves Cousin                               | RPR puis UMP                  | Inspecteur principal des impôts en disponibilité Député du Calvados (6e circ.) (2002 → 2012) Suppléant du député René Garrec (1993 → 1997) Conseiller régional de Basse-Normandie (1998 → 2001) Conseiller général de Vire (1988 → 1994 et 2001 → 2002) Président de la CC de Vire (2000 → 2014) |
| 28 mars 2014     | décembre 2015    | Marc Andreu Sabater                            | PRG                           | Conseiller en formation continue Maire de Vire Normandie (2016 → 2024) Conseiller général de Vire (2002 → 2015) Président de la CC de Vire (2014 → 2015) Maire de Saint-Germain-de-Tallevende (2008 → 2014)                                                                                      |

| Période      | Période   | Identité            | Étiquette                 | Qualité |
| ------------ | --------- | ------------------- | ------------------------- | --- |
| janvier 2016 | mai 2023  | Marc Andreu Sabater | PRG/MR puis LREM puis HOR | Conseiller en formation continue Maire de Vire Normandie (2016 → 2024) Conseiller départemental de Vire Normandie (2015 → 2024) Vice-président du conseil départemental du Calvados (2021 → 2024) Président de la CC Intercom de la Vire au Noireau (2017 → 2024) démissionnaire |
| juillet 2023 | juin 2025 | Lyliane Maincent    |                           | Retraitée Ancienne présidente de l’antenne viroise de l'UFC - Que Choisir Morte en fonction. |

#### Jumelages
- Totnes (Royaume-Uni) depuis 1972
- Santa Fe (Espagne) depuis 1987
- Baunatal (Allemagne) depuis 1983
- Atlacomulco (Mexique)
- Săcele (Roumanie) depuis 2001

## Équipements et services publics
La commune déléguée accueille la sous-préfecture de Vire.

### Espaces publics
La commune est une ville fleurie (une fleur) au concours des villes et villages fleuris.

### Enseignement

#### Écoles élémentaires
- École Castel.

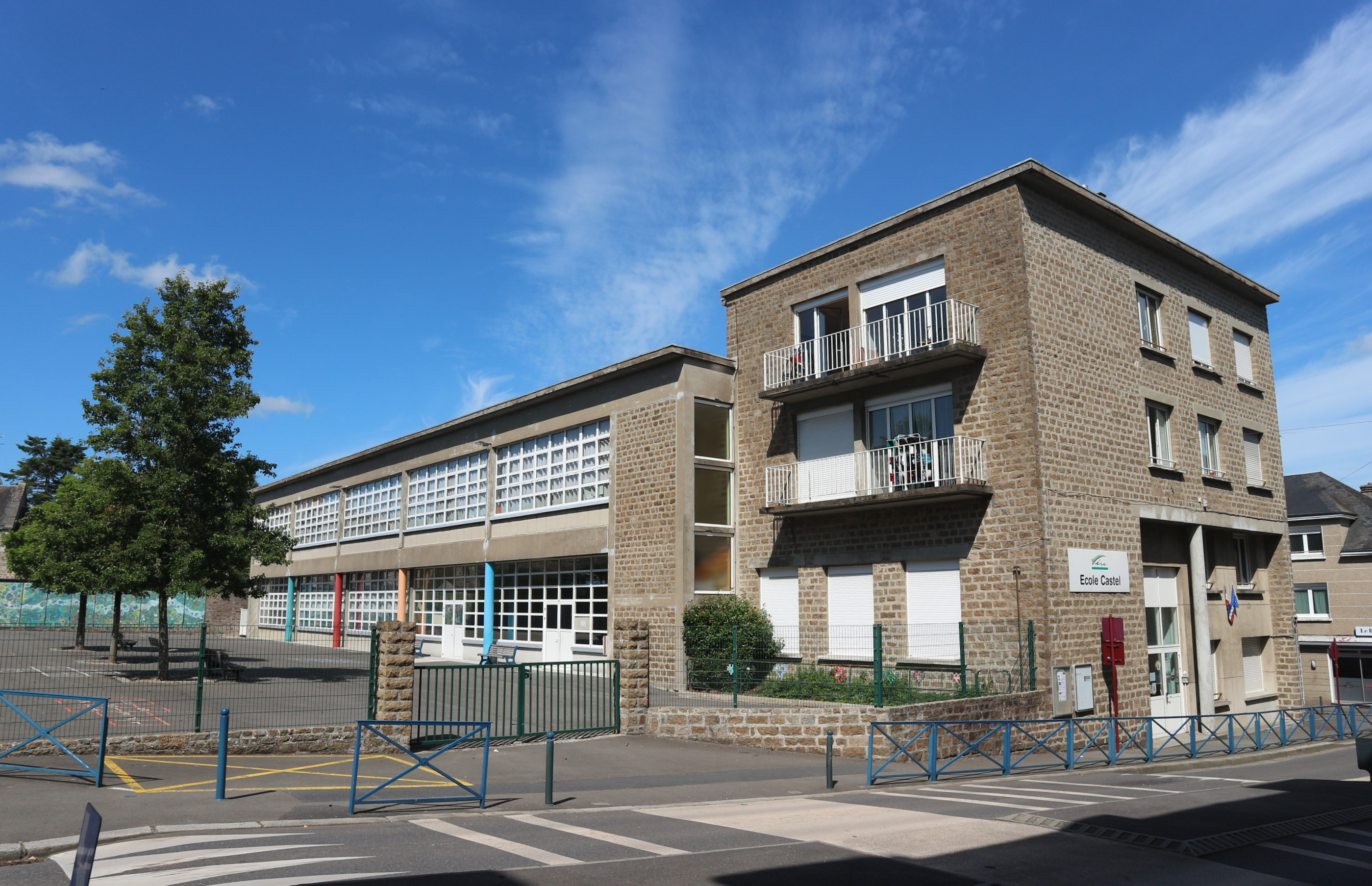
École Castel.

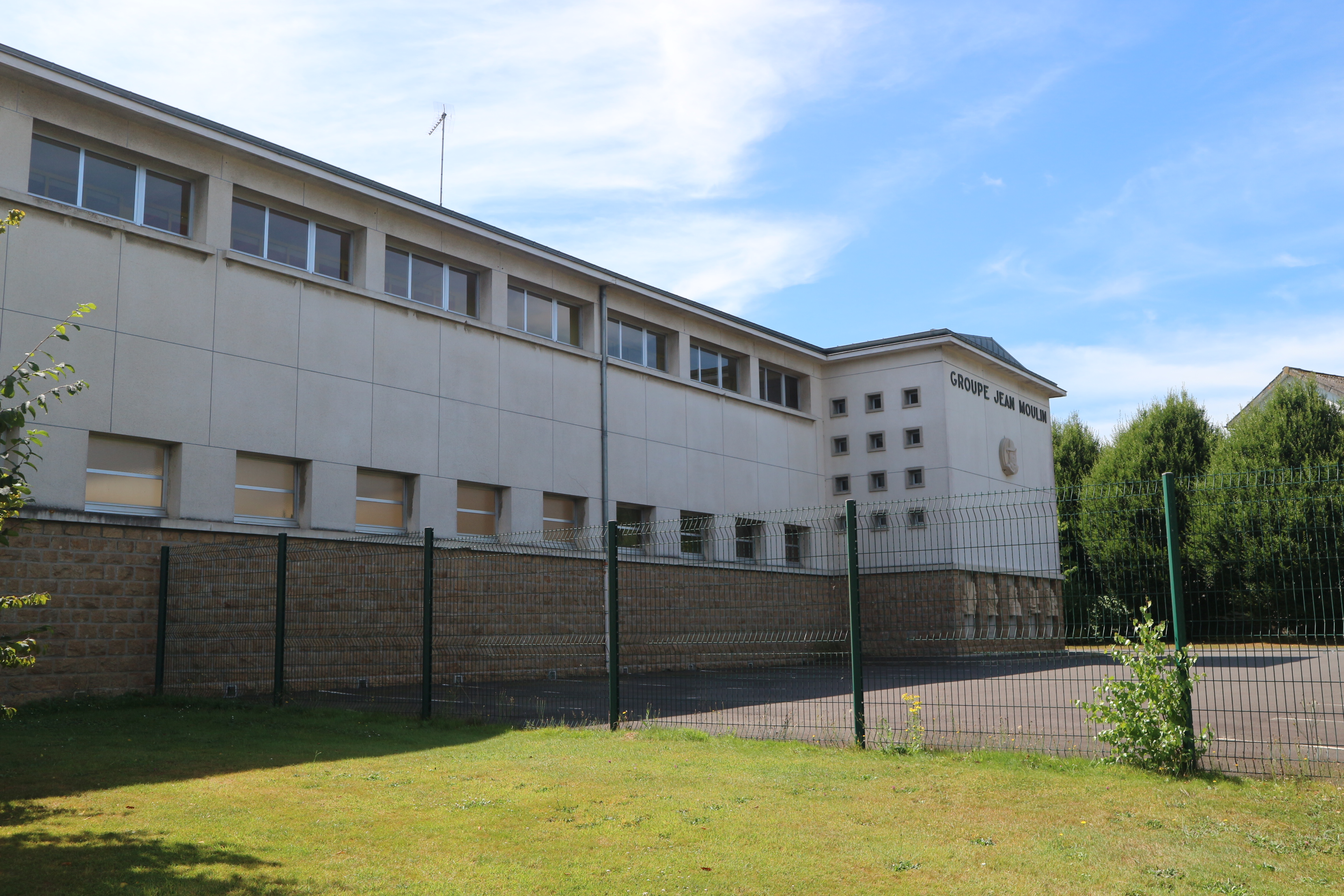
École Jean Moulin.

- École Saint-Joseph (privé sous contrat).
- École André-Malraux.
- École Pierre-Mendès-France.
- École Jean-Moulin.
- École Saint-Exupéry (à Martilly, commune associée de Saint-Martin-de-Tallevende).

#### Collèges
- Collège Val-de-Vire.
- Collège Émile-Maupas.

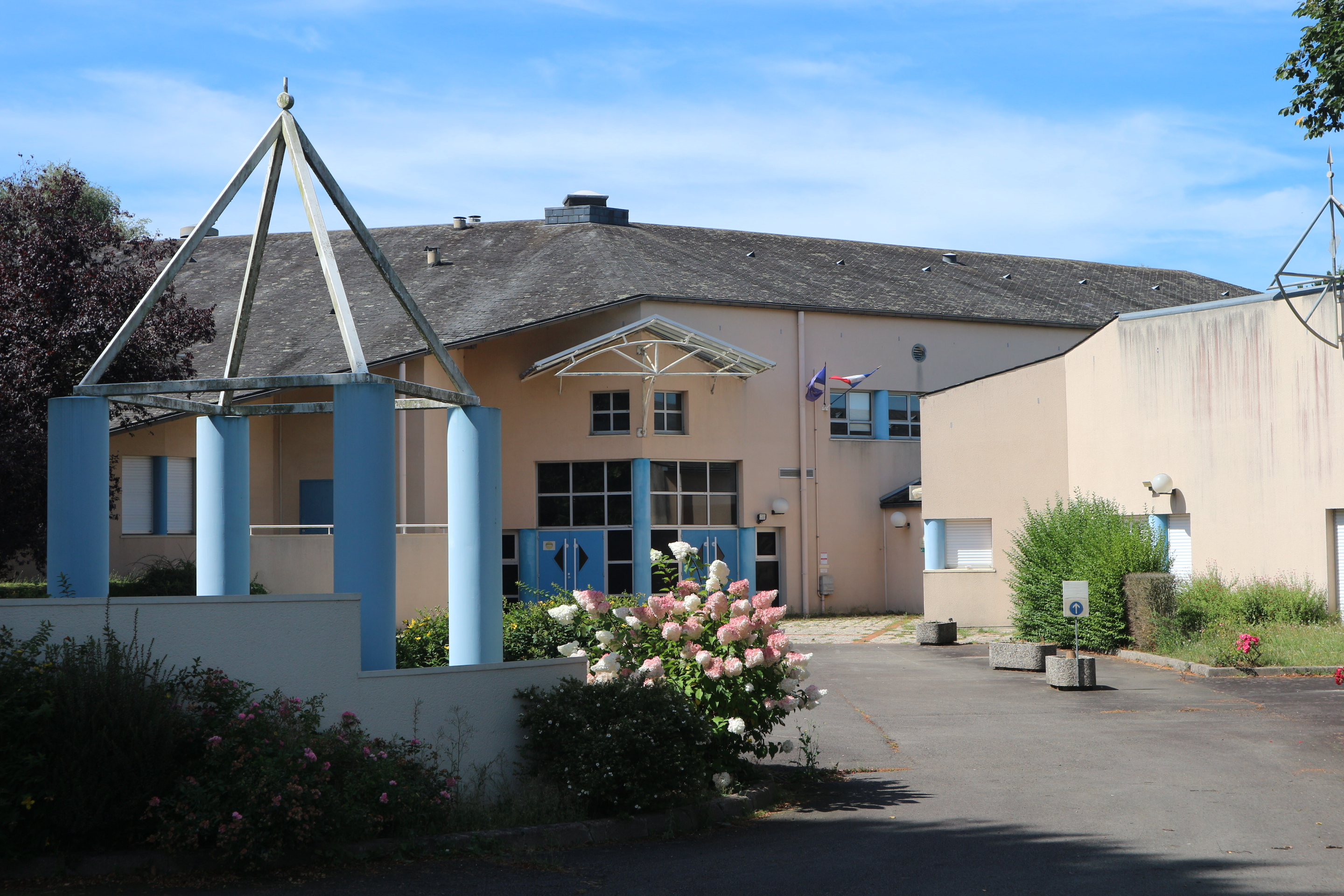
Collège Val de Vire.

- Institut Saint-Jean-Eudes (privé sous contrat).

#### Lycées
- Lycée Marie-Curie (enseignement général et public).
- Institut Saint-Jean-Eudes (enseignement général et privé).
- Lycée agricole de Vire.
- Lycée Jean-Mermoz (lycée professionnel et public).
- Entre autres formations, la Maison familiale rurale de la Florie forme au bac pro Services aux personnes et aux territoires[56].

#### IUT
- IUT de Caen, antenne de Vire.

Formations dispensées : DUT Hygiène sécurité environnement, Licence professionnelle Gestion des risques en entreprises.

#### BTS
- BTS d'optique-lunetterie : dans l'enceinte du lycée Marie-Curie. Depuis 2005, le BTS accueille une antenne de la licence professionnelle d'optique de l'université d'Orsay.
- BTS Métiers de la mode-vêtements par alternance au lycée Jean-Mermoz.

#### Formation professionnelle continue
- Greta Sud Normandie (a intégré les locaux du lycée Jean-Mermoz depuis 2015). Les Greta sont des structures de l'éducation nationale qui organisent des formations pour adultes dans la plupart des métiers, allant de la formation à un simple module jusqu'à un diplôme de type CAP au BTS.

## Population et société

### Démographie
Le gentilé est Virois.

#### Évolution démographique
D’après le recensement Insee, Vire comptait 12 385 habitants en 2007 (soit une diminution de 3 % par rapport à 1999).
La commune occupe le 743e rang au niveau national, alors qu'elle était au 688e en 1999, et le 6e au niveau départemental sur 706 communes.
En 2022, la commune comptait 10 906 habitants. Depuis 2004, les recensements des communes de plus de 10 000 habitants ont lieu au moyen d'enquêtes annuelles par sondage.
Le maximum de la population a été atteint 1982 avec 13 709 habitants.
| 1793  | 1800  | 1806  | 1821  | 1831  | 1836  | 1841  | 1846  | 1851  |
| ----- | ----- | ----- | ----- | ----- | ----- | ----- | ----- | ----- |
| 7 873 | 7 700 | 8 183 | 8 381 | 8 043 | 7 339 | 7 375 | 7 658 | 7 266 |

| 1856  | 1861  | 1866  | 1872  | 1876  | 1881  | 1886  | 1891  | 1896  |
| ----- | ----- | ----- | ----- | ----- | ----- | ----- | ----- | ----- |
| 7 036 | 7 647 | 6 863 | 6 778 | 6 718 | 6 597 | 6 736 | 6 635 | 6 600 |

| 1901  | 1906  | 1911  | 1921  | 1926  | 1931  | 1936  | 1946  | 1954  |
| ----- | ----- | ----- | ----- | ----- | ----- | ----- | ----- | ----- |
| 6 517 | 6 353 | 6 298 | 5 949 | 5 871 | 5 766 | 5 917 | 3 929 | 7 963 |

| 1962  | 1968   | 1975   | 1982   | 1990   | 1999   | 2006   | 2011   | 2016   |
| ----- | ------ | ------ | ------ | ------ | ------ | ------ | ------ | ------ |
| 9 518 | 11 140 | 13 399 | 13 709 | 12 895 | 12 815 | 12 347 | 11 936 | 11 065 |

| 2019   | - | - | - | - | - | - | - | - |
| ------ | - | - | - | - | - | - | - | - |
| 10 530 | - | - | - | - | - | - | - | - |

#### Pyramide des âges
La population de la commune est relativement âgée. 
Le taux de personnes d'un âge supérieur à 60 ans (29,3 %) est en effet supérieur au taux national (21,6 %) et au taux départemental (21,4 %). À l'instar des répartitions nationale et départementale, la population féminine de la commune est supérieure à la population masculine. Le taux (54 %) est supérieur de plus de deux points au taux national (51,6 %).
La répartition de la population de la commune par tranches d'âge est, en 2007, la suivante :
- 46 % d’hommes (0 à 14 ans = 17,2 %, 15 à 29 ans = 18,9 %, 30 à 44 ans = 18,6 %, 45 à 59 ans = 21 %, plus de 60 ans = 24,2 %) ;
- 54 % de femmes (0 à 14 ans = 13,4 %, 15 à 29 ans = 17,5 %, 30 à 44 ans = 16,5 %, 45 à 59 ans = 19,1 %, plus de 60 ans = 33,6 %).

| Hommes | Classe d’âge | Femmes |
| ------ | ------------ | ------ |
| 0,7    | 90 ans ou +  | 1,9    |
| 9,8    | 75 à 89 ans  | 15,4   |
| 13,7   | 60 à 74 ans  | 16,3   |
| 21,0   | 45 à 59 ans  | 19,1   |
| 18,6   | 30 à 44 ans  | 16,5   |
| 18,9   | 15 à 29 ans  | 17,5   |
| 17,2   | 0 à 14 ans   | 13,4   |

| Hommes | Classe d’âge | Femmes |
| ------ | ------------ | ------ |
| 0,3    | 90 ans ou +  | 1,1    |
| 5,9    | 75 à 89 ans  | 9,4    |
| 12,3   | 60 à 74 ans  | 13,7   |
| 21,0   | 45 à 59 ans  | 20,4   |
| 20,5   | 30 à 44 ans  | 19,2   |
| 20,3   | 15 à 29 ans  | 19,0   |
| 19,7   | 0 à 14 ans   | 17,3   |

### Sports et loisrs

#### Loisirs
- Une médiathèque en 2006.
- Un musée, installé dans l'Hôtel-Dieu et une chaumière.
- Un complexe théâtre - cinéma - hall d'exposition Olivier-Basselin.
- Une Maison des jeunes et de la culture Bertrand-Le-Chevrel.
- Un bowling.
- Un festival de théâtre de rue, les Virevoltés, depuis 1990.

#### Sports
- Football : l'Association du football virois fait évoluer deux équipes masculines ainsi qu'une équipe féminine en ligue de Normandie et une troisième équipe masculine en division de district[60].
- Un centre aquatique construit en 2002.
- Vire a été une ville étape du Tour de France 2025 et
- 1997 et, avant guerre, en 1935, 1936 et 1937.
- L'hippodrome Robert-Auvray (situé sur l'ancienne commune de Saint-Martin-de-Tallevende).
- Un parcours de golf passé à 18 trous depuis le 1er juin 2008 (situé sur la commune de Saint-Manvieu-Bocage, en bordure du lac de la Dathée).
- Un skatepark bêton de 650 m2 situé au parc de l'Europe[61], près du centre aquatique.

## Économie

### Entreprises
- Degrenne Paris, usine créée en 1967.
- Le Rustique, entreprise fromagère.
- Thibaut, usine créée en 1959. Elle produit des machines-outils pour profiler, découper et polir les matériaux durs.
- TFE.
- Novares- Effectif au 30 avril 2010 : 328 personnes
- Les Messageries laitières.
- Soletrans (groupe Châtel).
- Seprolec[62], fabricant de cartes électroniques, entre autres pour Devialet ou AutoLib'.
- Safran Electrical & Power.
- Faurecia.
- Filtrauto (filtres voitures, groupe SOGEFI (it)).
- La Normandise, aliments pour animaux

## Culture locale et patrimoine

### Lieux et monuments
Vire a conservé de son passé un certain nombre de monuments, malgré sa destruction à près de 93 % lors de la libération de la ville en 1944.

#### Anciennes fortifications

##### Château

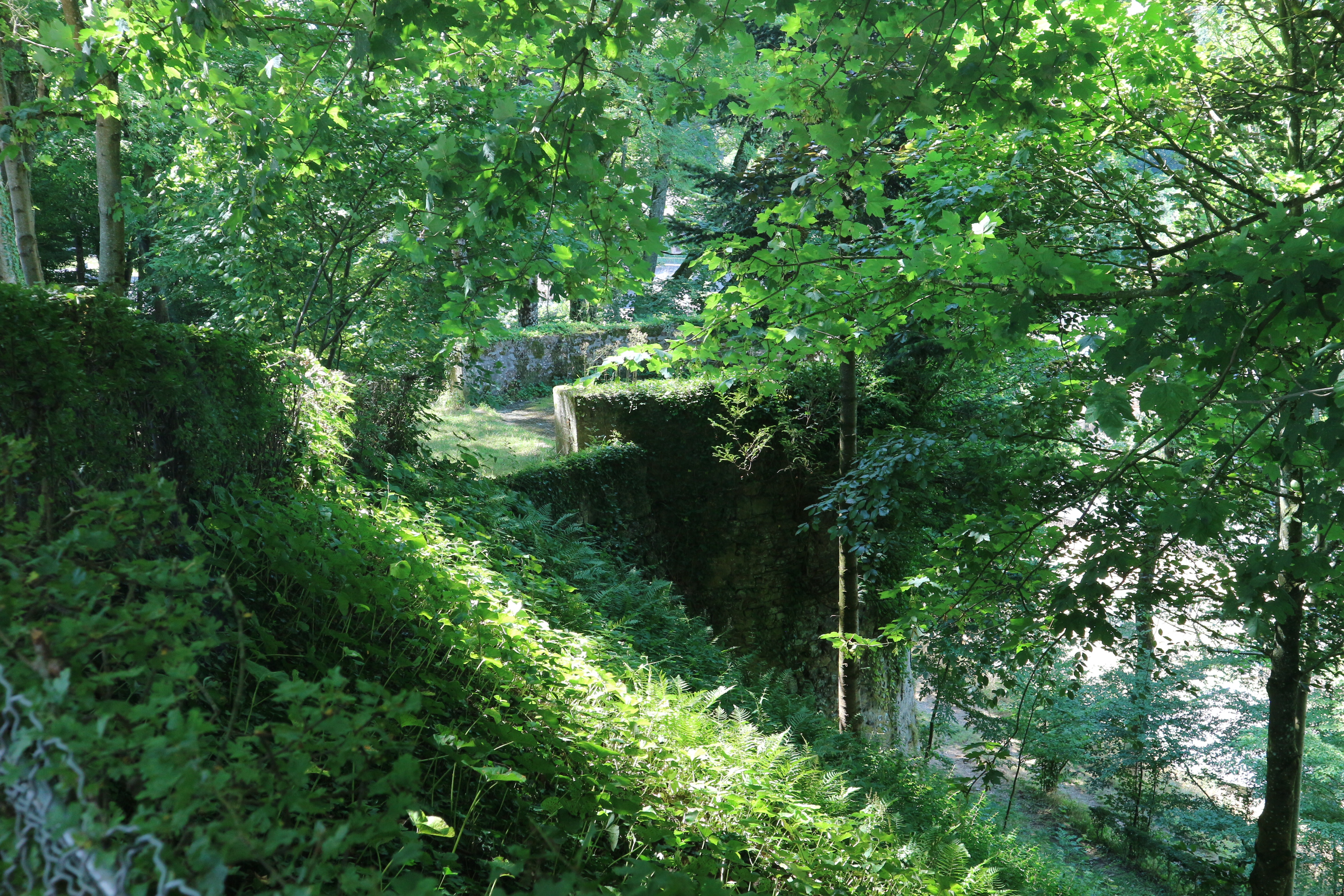
La tour de Coulonces.

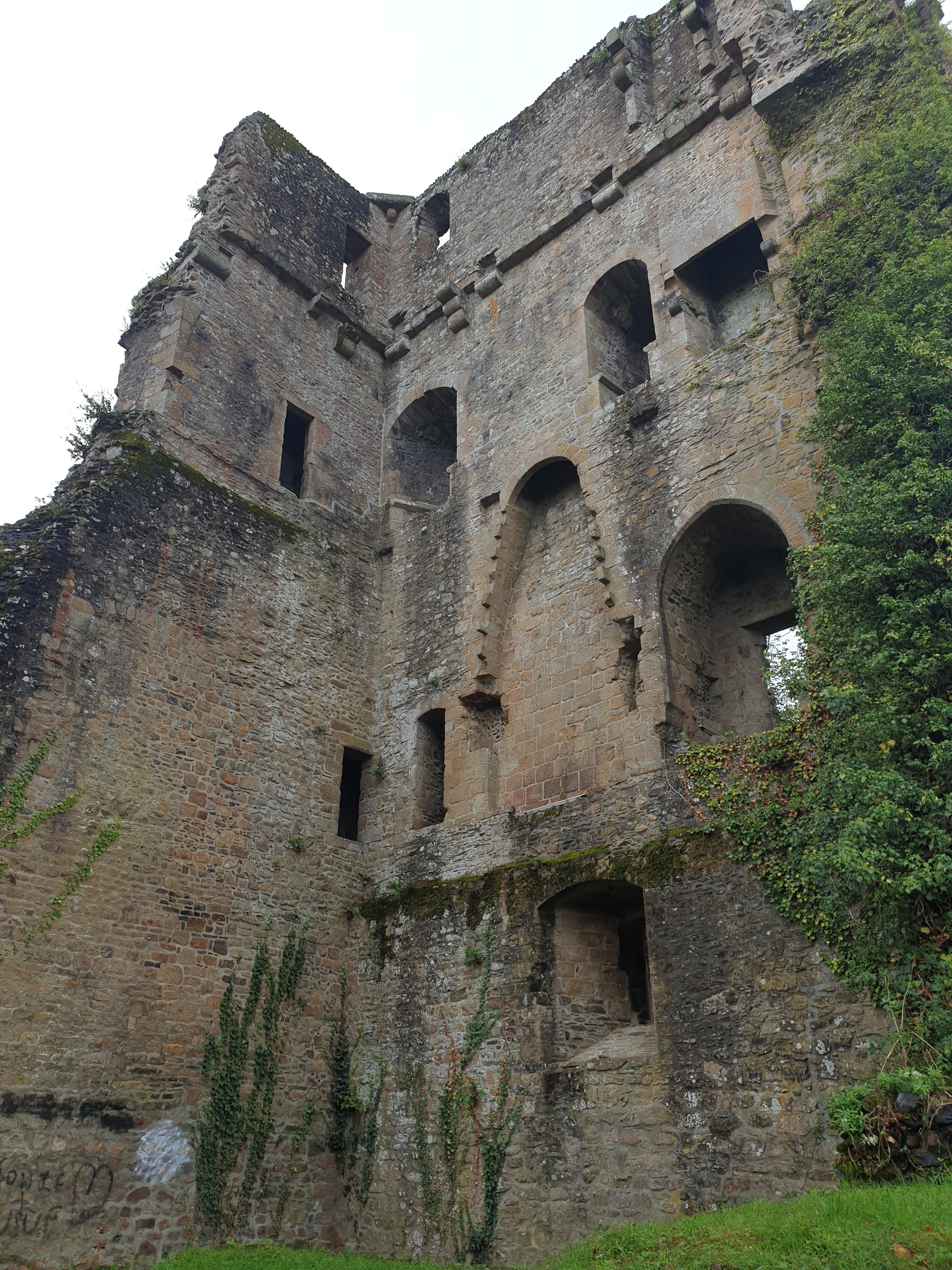
La ruine du donjon.

Les ruines du donjon du XIIe siècle sont classées aux titre des monuments historiques. 
Du côté est, situé en contrebas se dressait une courtine crénelée talutée qui enclot le « château de bas » ou « La plateforme ». Construite en 1590, elle venait compléter les fortifications et assurer une protection complémentaire. Elle sert actuellement de mur de soutien à la place du Château.
Située en contre-bas derrière le kiosque à musique de la place du château, la tour de Coulonces est la seule tour encore existante de l'ancienne enceinte castrale.

##### Enceinte urbaine
La ville, qui se développe sous la protection de la forteresse, n'est protégée par une enceinte (un quadrilatère peu régulier) qu'au XIIIe siècle, entre 1230 et 1270. Au Moyen Âge, Vire se situe au centre d'un réseau de places fortes avec : Caen, Bayeux, Saint-Lô, Avranches, Saint-James, Mortain, Domfront, Falaise… La cité, qui est un important carrefour de routes, voit son bourg se développer rapidement autour de l'église Notre-Dame, et connaît au XIIIe siècle un important développement à la suite d'une activité croissante, entraînant la reconstruction de Notre-Dame (1230-1272) et l'édification des remparts, qui sont encore en travaux en 1295.

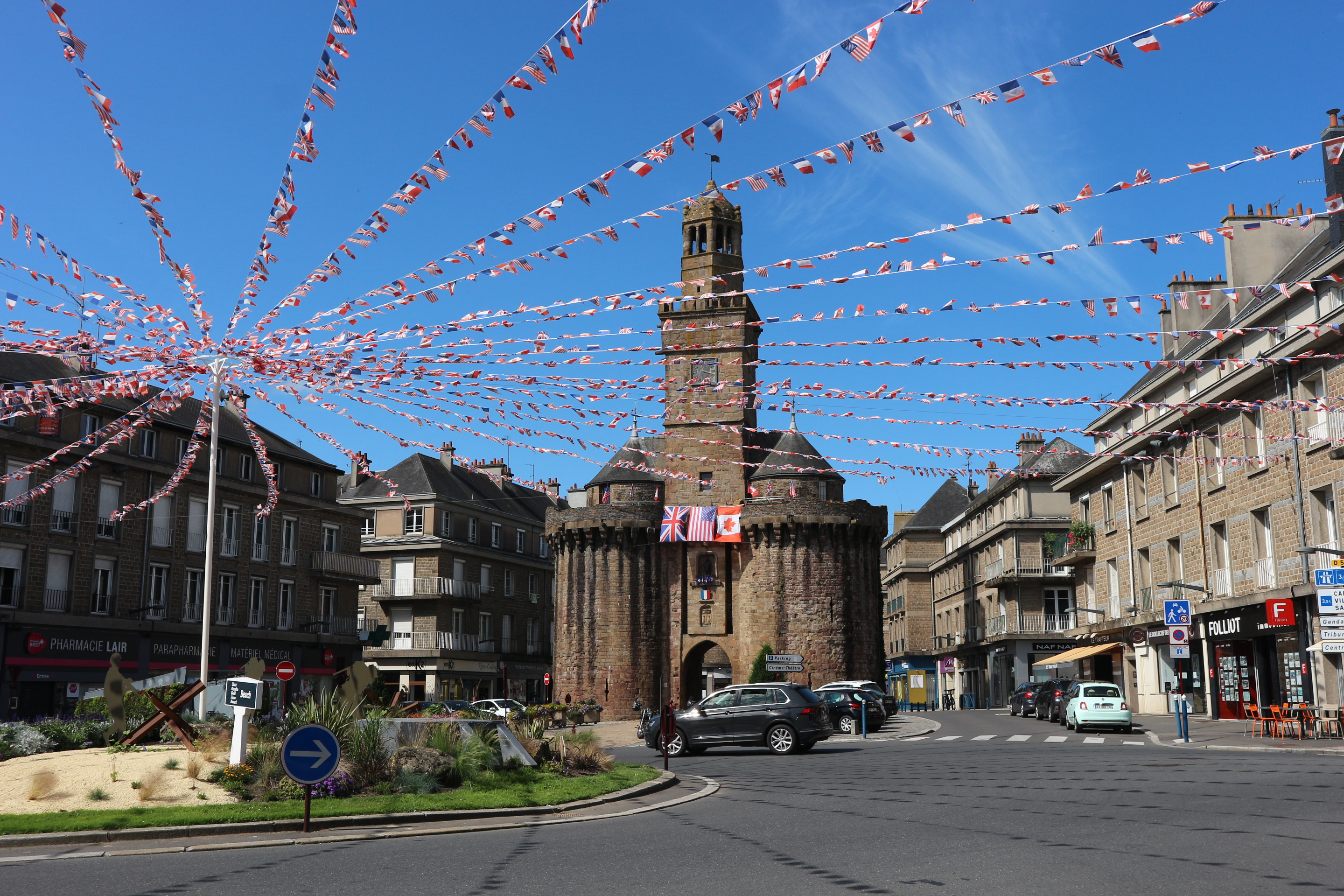
La porte Horloge et le centre-ville.

La muraille, de forme ovoïde, qui s'étendait au nord et nord-est du château sur le versant sud d'une colline, couronnant sa crête vers le nord, se développait sur une longueur de 700 mètres. Les murs qui avaient une épaisseur moyenne de deux mètres étaient composés d'une maçonnerie de granit gris lié au mortier constitué de sable de rivière, d'huile de colza et de chaux. L'enceinte urbaine, précédée par un fossé large d'environ sept mètres et profond de cinq, se rattachait aux fortifications du château. Elle était flanquée de six grosses tours à mâchicoulis et s'ouvrait vers l'extérieur par quatre portes dont les trois principales étaient protégées par deux tours avec herses et pont-levis : la porte de Martilly (ou Saint-Jean), la porte de l'Horloge et la porte Saint-Thomas.

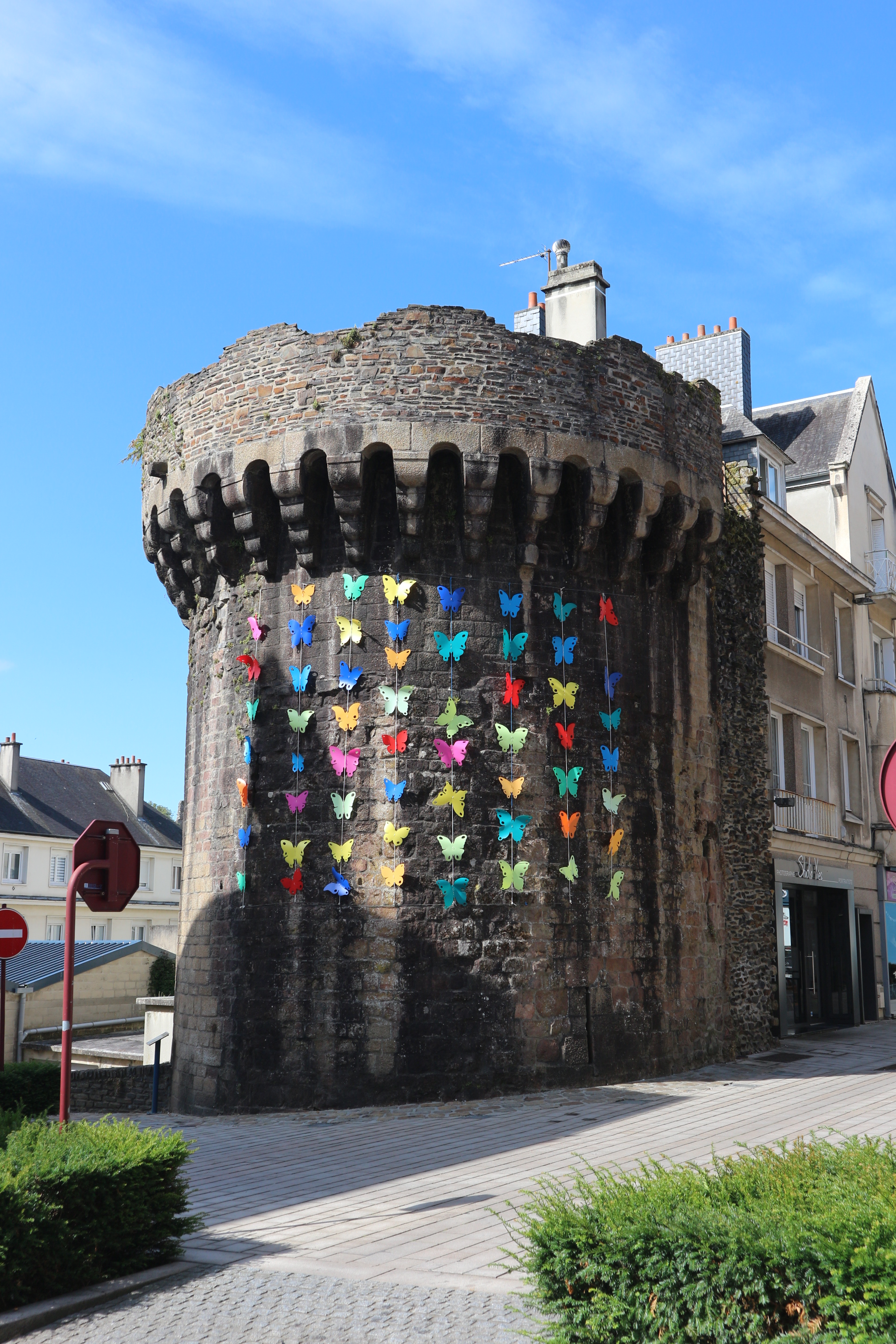
La tour Saint-Sauveur.

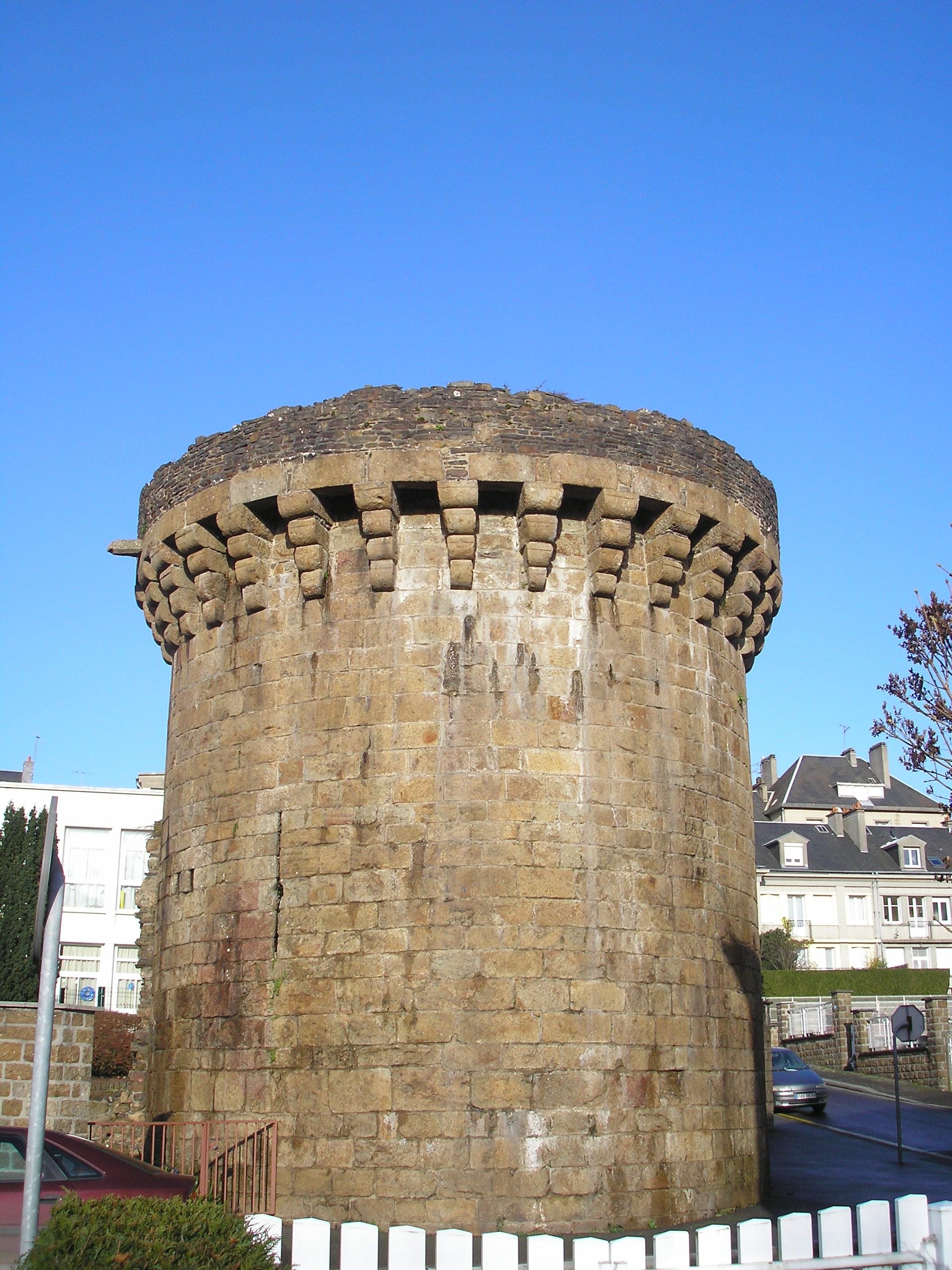
La tour aux Raines.

En partant de l'ouest se succédait : la tour de Geôle (XVe siècle), la tour Basirel (puis Chasties-Moines) à l'angle nord-ouest de l'enceinte, la porte de Martilly (ou porte Saint-Jean) qui ouvrait sur la rue Notre-Dame, deux autres tours, dont la tour de la Douve (XVe siècle), soutenant la courtine qui se prolongeait le long de la rue de la Douve devenue depuis la rue Chênedollé jusqu'à la porte Gastinel (puis porte de l'Horloge, vers 1480), la porte Vieille ou Saint-Sauveur, la tour aux Raines, la porte Neuve qui n'est ouverte qu'en 1602, et enfin une dernière tour bâtie vers 1590 en appui sur le « château de bas ». Au pied de ce rempart, côté intérieur, court un chemin, le chemin du charriot, de trois mètres de large environ,.
La porte de Martilly s'ouvrait au nord, sur la route d'Avranches, Coutances et Saint-Lô. La porte de l'Horloge — qui en 1480 fut adossée à la porte Gastinel du XIIIe siècle — et la porte de Saint-Sauveur (porte Saint-Thomas avant 1546), située un peu plus bas, s'ouvraient toutes les deux à l'est, donnant sur les chemins de Caen, Falaise, Domfront. Deux bastions (boulevards), situés au delà du fossé, vers l'est, couvraient la porte Saint-Sauveur. Une quatrième porte, celle de la porte Neuve, s'ouvrait au sud et n'était protégée que d'un simple pont-levis et une contre-garde à l'ouest. Ces trois portes desservaient trois rues principales qui aboutissaient sur la place de l'église Notre-Dame, qui était alors le centre de la cité.
Les fossés sont comblés à partir de 1720 et remplacés par la rue des Remparts ; des pans de murailles sont abattus et des maisons bâties au pied de la porte de l'Horloge. En 1735, le pont-levis de la porte Neuve est détruit et la porte de Martilly est rasée par ordre royal du 17 février 1779. Les destructions se poursuivent jusqu'en 1944, où la ville est la cible des bombardements.

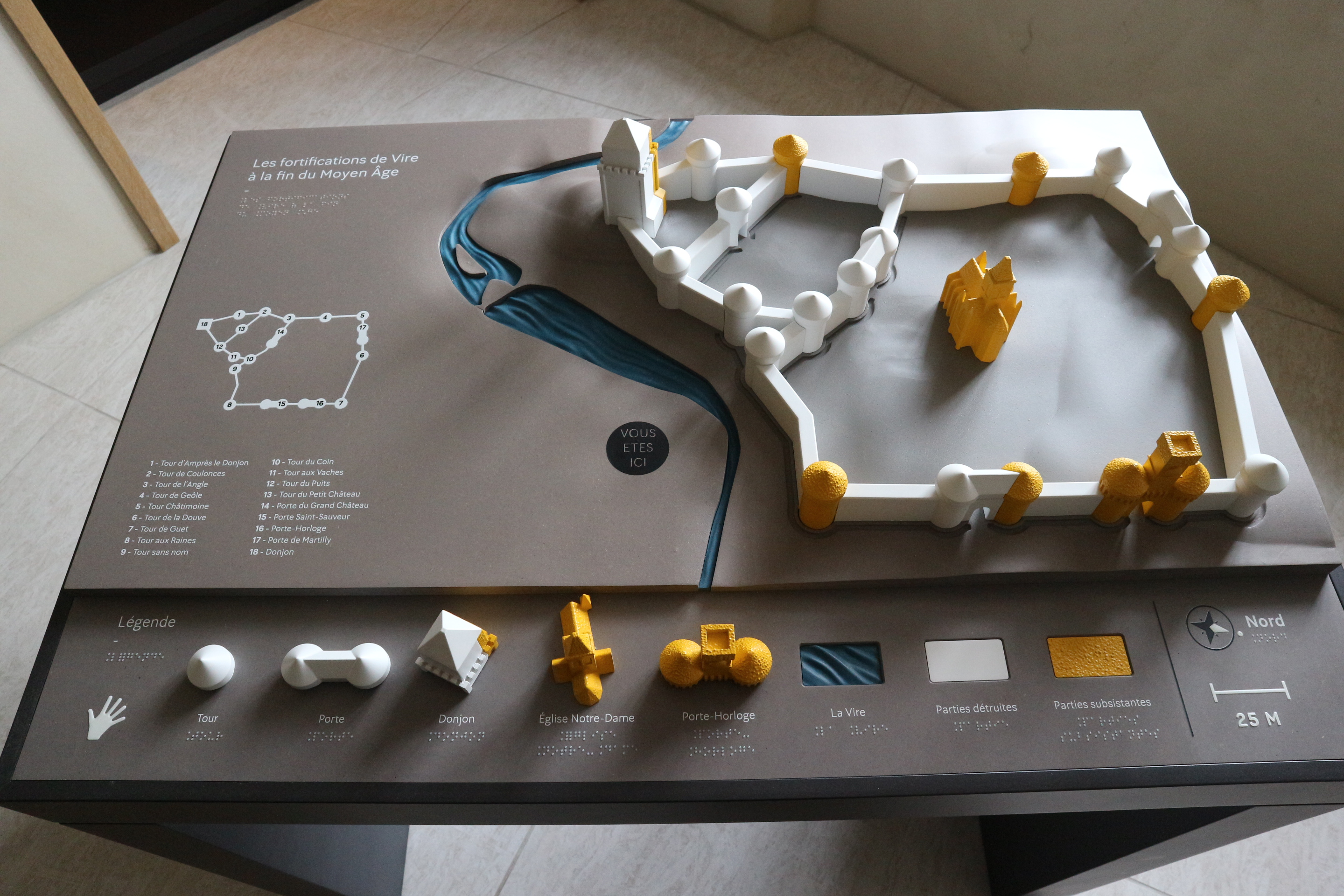
Les fortifications de Vire à la fin du Moyen Âge : en jaune sont les parties subsistantes (maquette exposée au Musée de Vire).

De son passé médiéval, la ville a conservé, outre les vestiges de son château, la cathédrale Notre-Dame ; des fragments de remparts ; la tour aux Raines, tour d'angle du XIVe siècle près de la Vire, à l'extrémité sud de l'enceinte, à l'angle de la rue Valhérel, inscrite au titre des monuments historiques ; une des deux tours de la porte Saint-Sauveur (XIVe siècle), ancienne porte dite porte Veille dont il ne reste que la tour nord, et qui s'ouvrait au droit de la rue Chaussée, inscrite au titre des monuments historiques, et la porte Horloge (XIIIe et XVe siècles), une des portes d'entrée de la ville, également classée au titre des monuments historiques. Sa haute tour carrée de 33 mètres est le symbole de la ville. Quant à l'habitat, il devait probablement comporter plus de maisons en pierre que de colombages, vu le sol rocheux sur lequel s'est développée la cité médiévale.

##### Châtellenie de Tracy
Sur l'ancienne commune de Neuville, au nord du territoire, le château de Tracy fut le siège d'une châtellenie importante. Arcisse de Caumont, en 1857, en écrit : « […] dont les ruines étaient encore imposantes il y a quelques années et sur lequel on ne manque pas de documents historiques ».

#### Architecture religieuse
- Ruines de l'église Saint-Thomas. Elle est initialement dédiée à saint Michel. Cette église, considérée comme la plus ancienne de la ville, date du XIIe siècle. Elle est agrandie et embellie au XIIIe siècle. Un clocher-porche, surmonté d'une flèche de pierre, est construit en 1700 contre le portail roman. Elle est saccagée pendant les guerres de Religion et la Révolution. Son chœur est détruit au XIXe siècle. Elle est touchée par les bombardements du 6 juin 1944 et les combats de la libération. Ses ruines sont mises en valeur dans un square, place Saint-Thomas. Subsistent la base du clocher-porche, le portail mutilé du XIIe et les soubassements des murs de la nef.
- Église Notre-Dame de Vire des XIIIe, XIVe, XVe et XVIe siècles classée au titre des monuments historiques[73].
- Église Sainte-Anne du XIXe siècle. De style néo-roman, elle s'inspire de l'abbatiale Saint-Georges de Boscherville.
- Église Notre-Dame de Neuville, du XVIIe siècle.
- Église Saint-Martin de la commune associée de Saint-Martin-de-Tallevende, du XIIIe siècle.
- L'Hôtel-Dieu (actuel musée de Vire) du XVIIIe siècle inscrit au titre des monuments historiques[74].
- L'ancien couvent des Ursulines (devenu hospice Saint-Louis puis résidence Saint-Louis pour personnes âgées au sein du centre hospitalier) des XVIIe et XVIIIe siècles inscrit au titre des monuments historiques[75].
- Le portail du cimetière qui était auparavant celui de l'ancien hôtel de ville XVIIe siècle. Il est inscrit au titre des monuments historiques[76]. Initialement c'était le portail du premier couvent des Ursulines, devenu hôpital général puis hôtel de ville. Ce portail est démonté et déplacé à l'entrée du cimetière lors du percement de la rue Deslongrais.

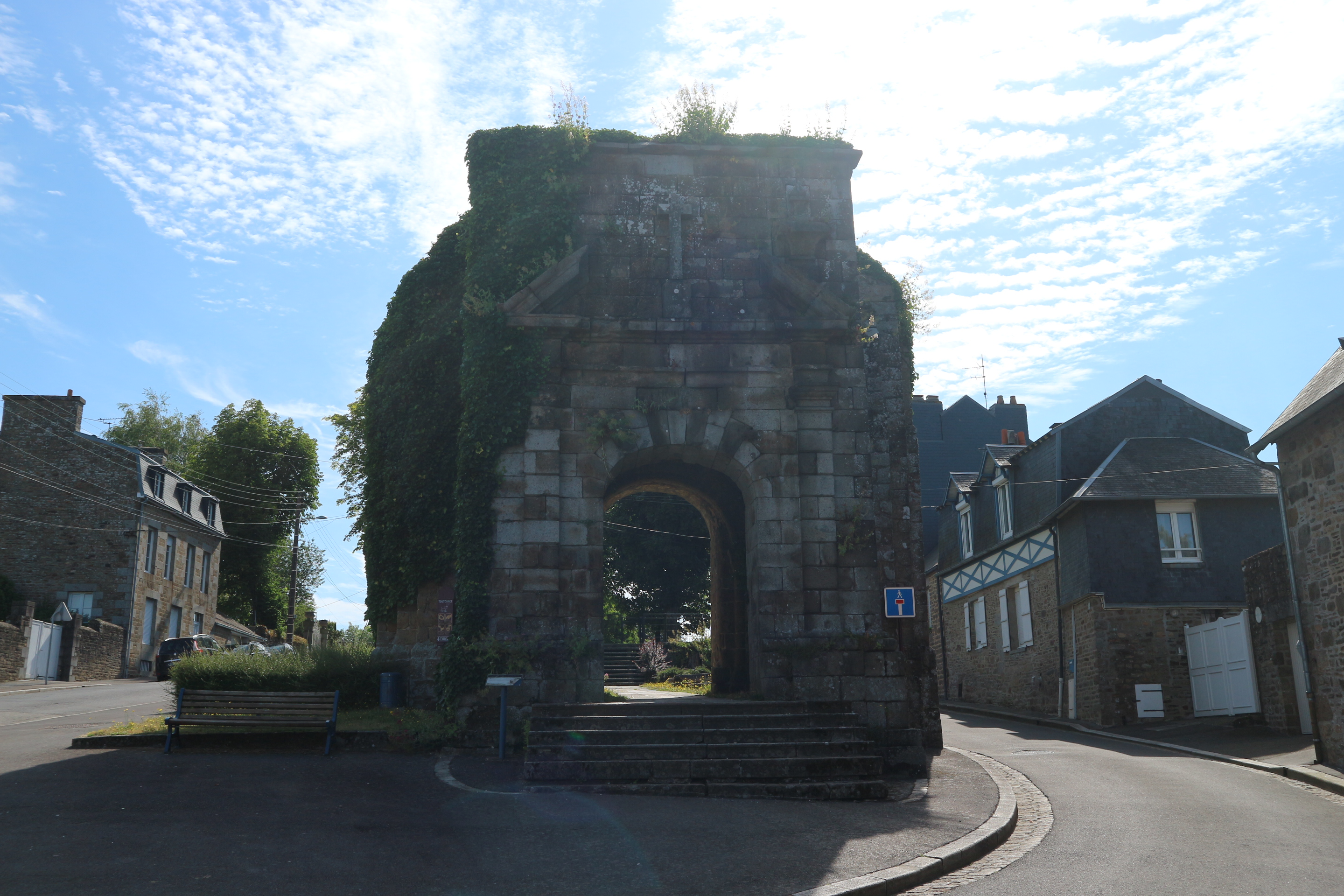
Les ruines de l'église Saint-Thomas.
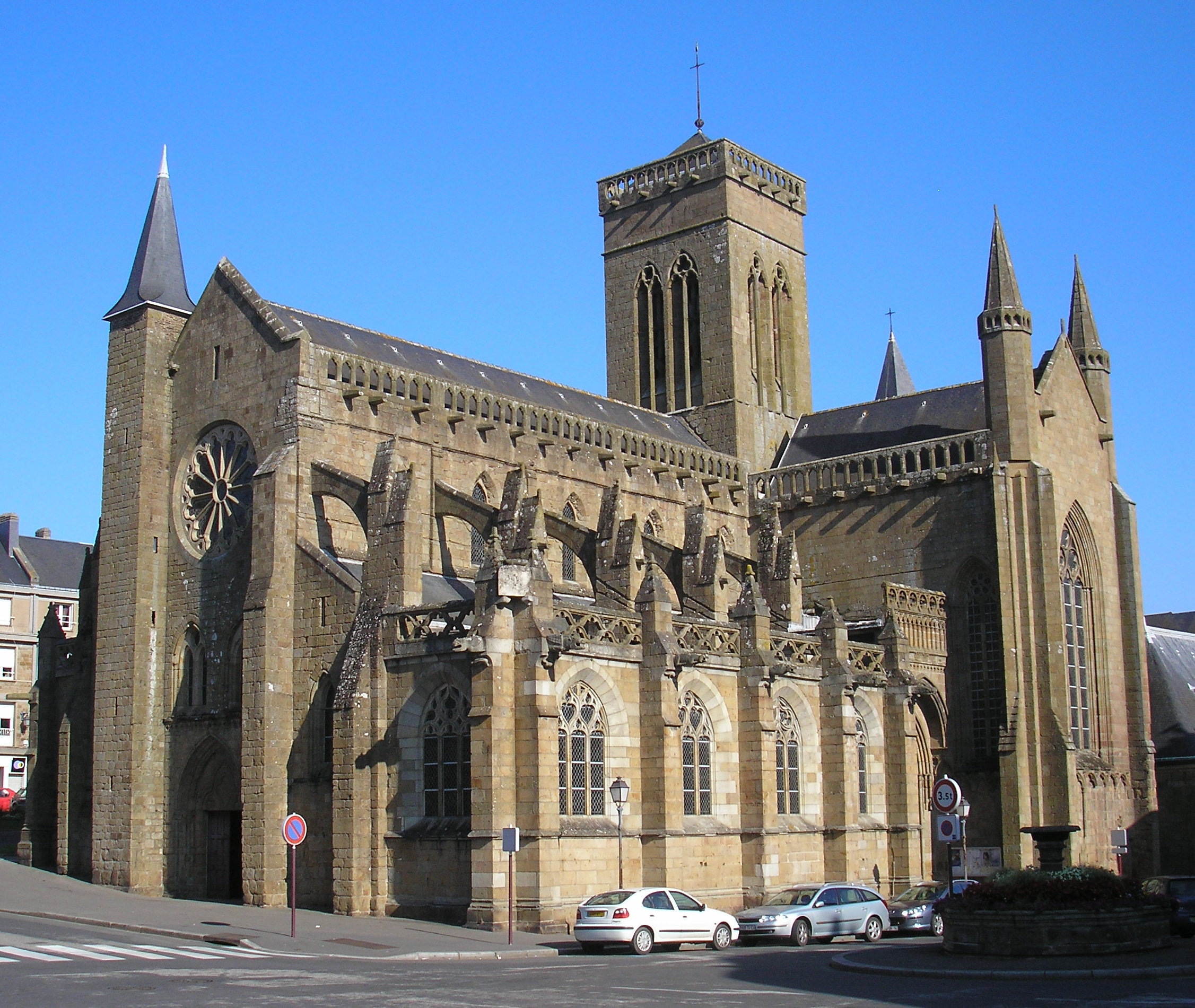
L'église Notre-Dame.
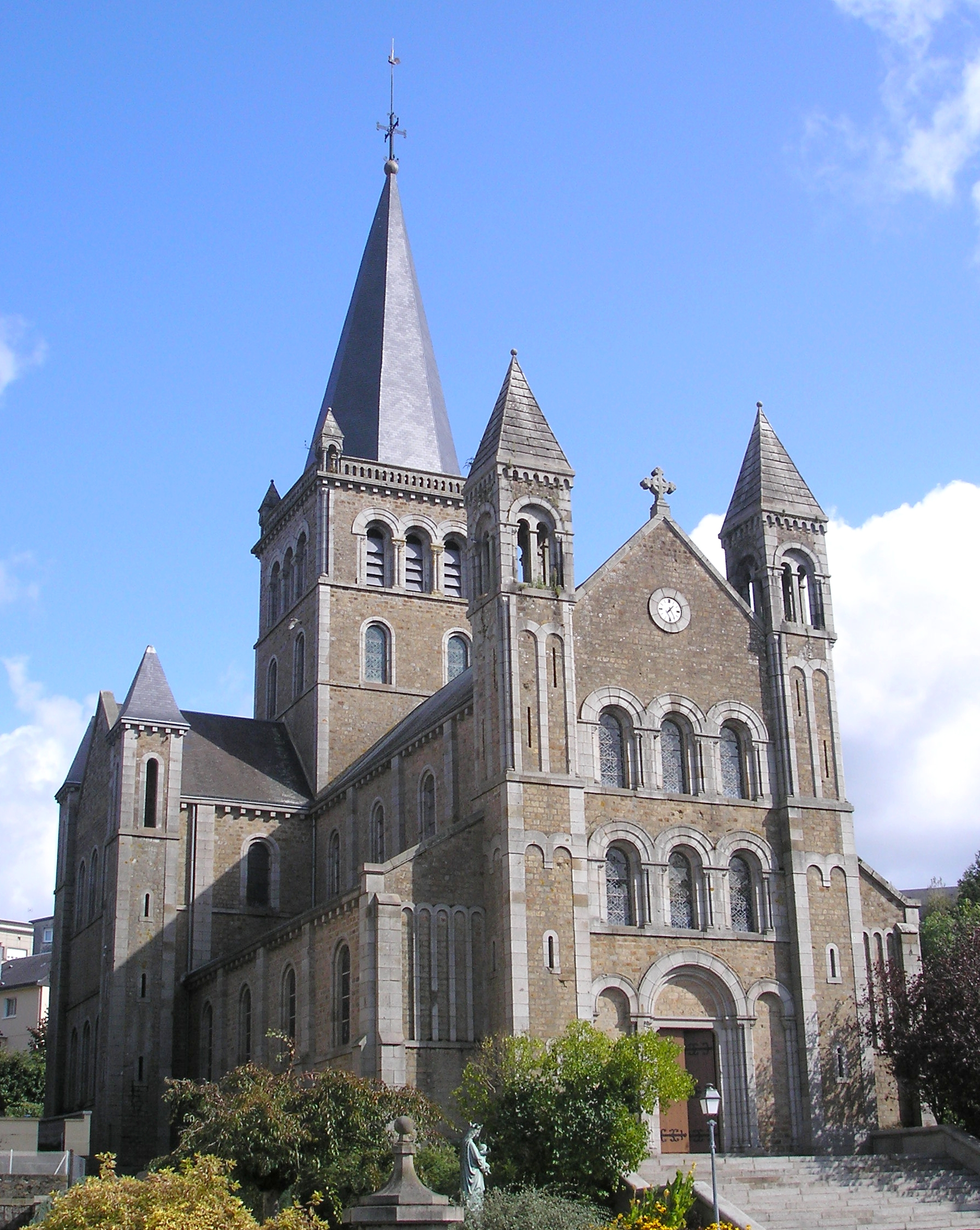
L'église Sainte-Anne.
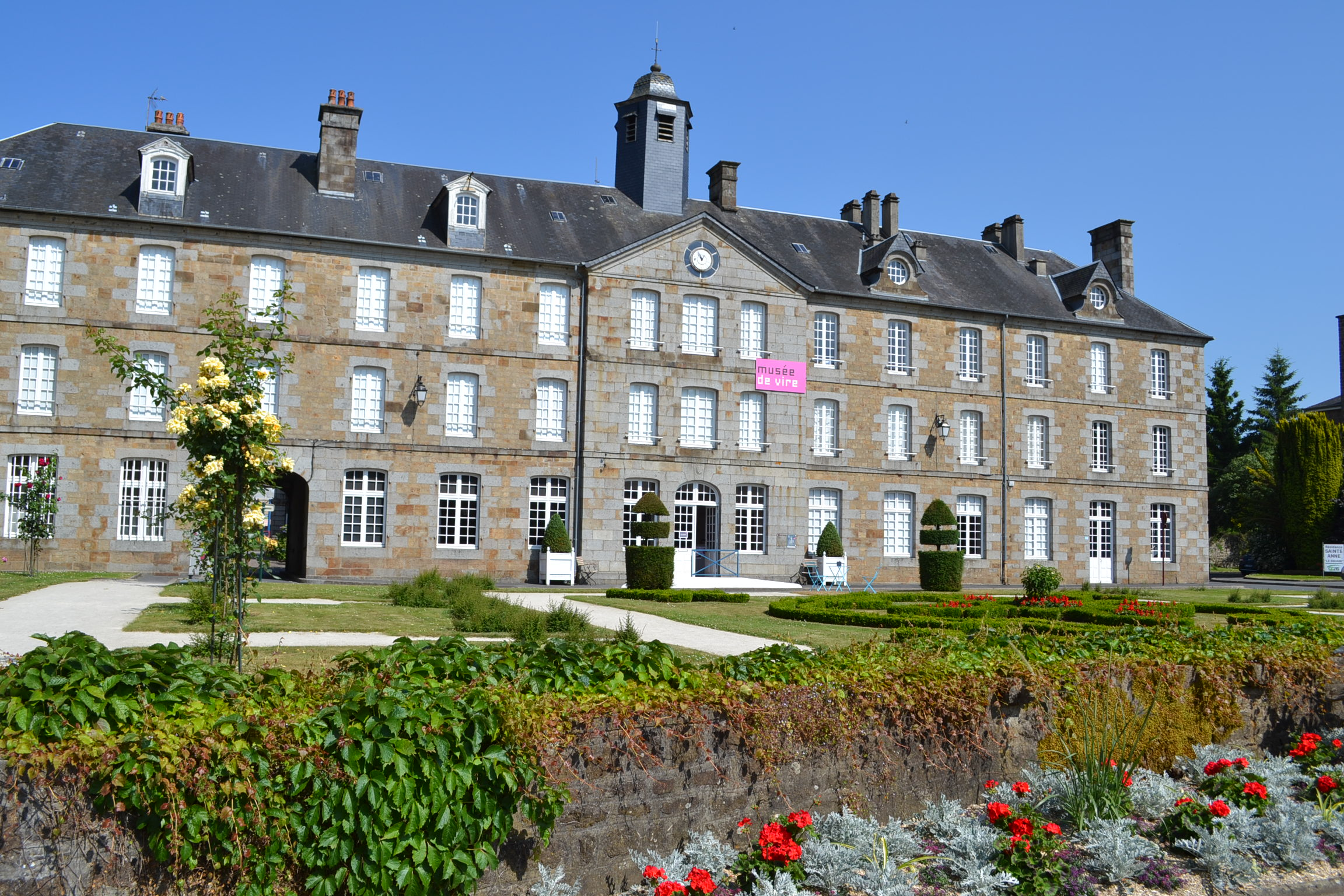
L'Hôtel-Dieu, abritant le Musée de Vire.
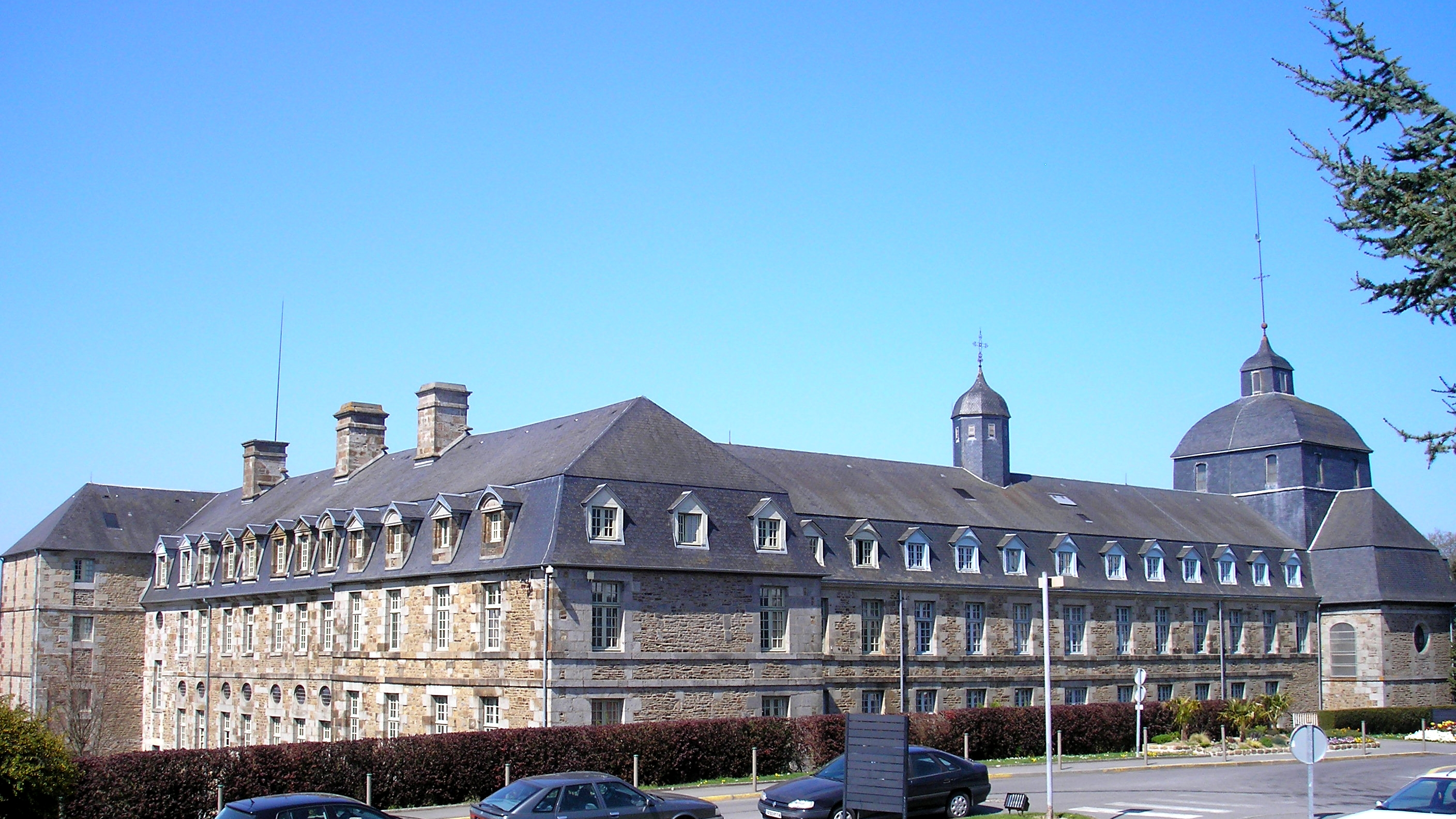
L'hospice Saint-Louis, ancien couvent des Ursulines.

#### Architecture civile
- Hôtel Achard du XVIIe siècle.
- Sous-préfecture du XVIIIe siècle.
- Château du Cotin du XVIIIe siècle et une toiture modifiée au début du XXe siècle. Le roi Charles X y séjourna avec sa famille dans la nuit du 11 au 12 août 1830 lors de son exil vers la Grande-Bretagne.
- Portail de l'Hôtel dit de Corday d'Arclais du début du XVIIIe siècle. L'hôtel particulier auquel il donnait accès a disparu dans les bombardements du 6 juin 1944.
- Palais de justice du XIXe siècle.
- Hôtel de ville du XXe siècle (reconstruction) inscrit au titre des monuments historiques[77].

La construction du nouvel hôtel de ville, œuvre des architectes David et Herpe, est mise en chantier en 1953, à l'endroit où se dressaient avant les bombardements l'ancien hôtel de ville ainsi que le théâtre. Le bâtiment est inauguré le 21 juillet 1956 par Guy Mollet, président du Conseil. L'édifice est orné en 1959 d'un bas-relief monumental du sculpteur René Babin habillant le pilier de soutien de la salle du conseil construite partiellement en porte-à-faux.
- La gare du XXe siècle (reconstruction).
- Le cinéma-théâtre de la fin du XXe siècle), accueillant le théâtre du Préau (centre dramatique national de Normandie-Vire et le cinéma Le Basselin.

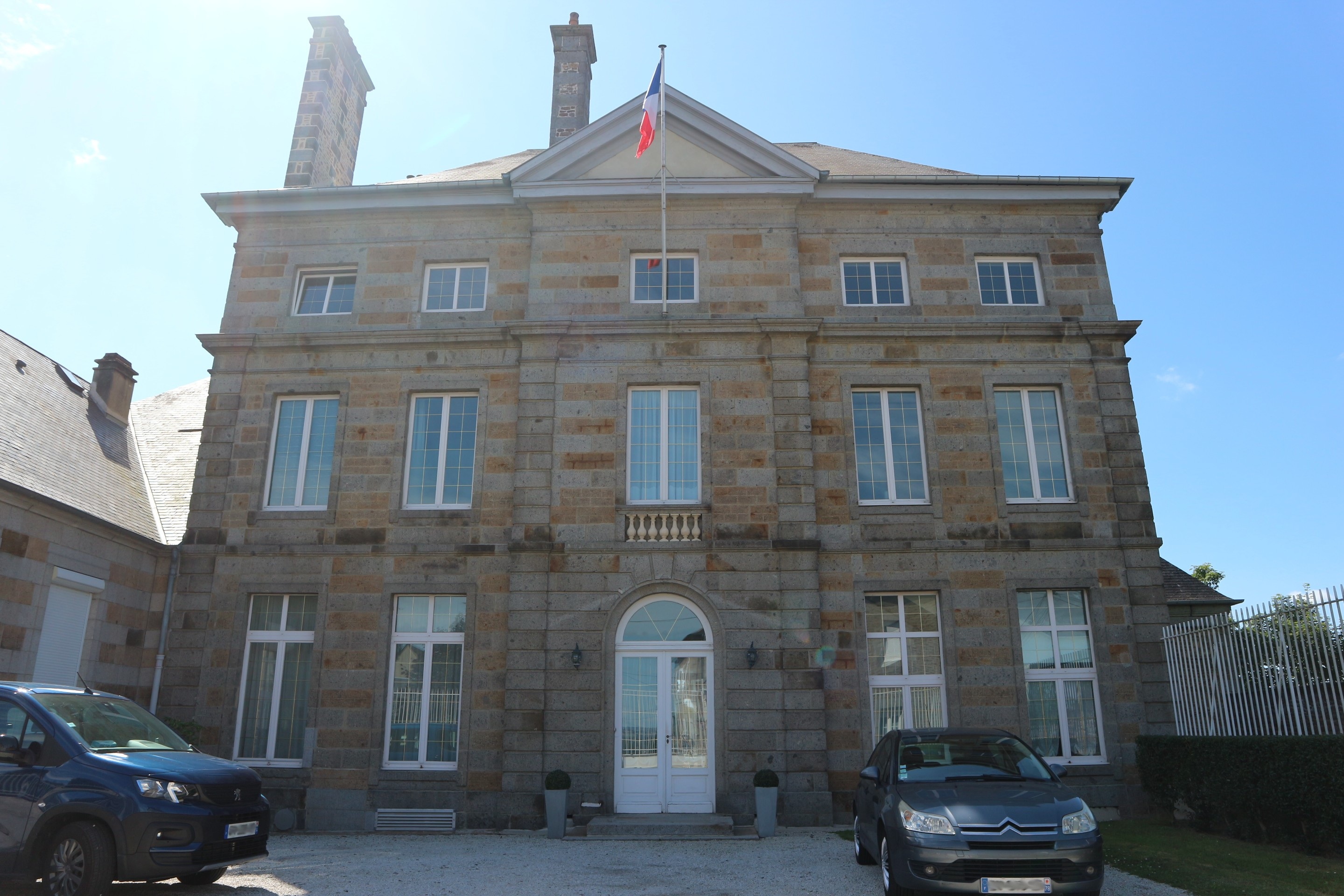
La sous-préfecture.
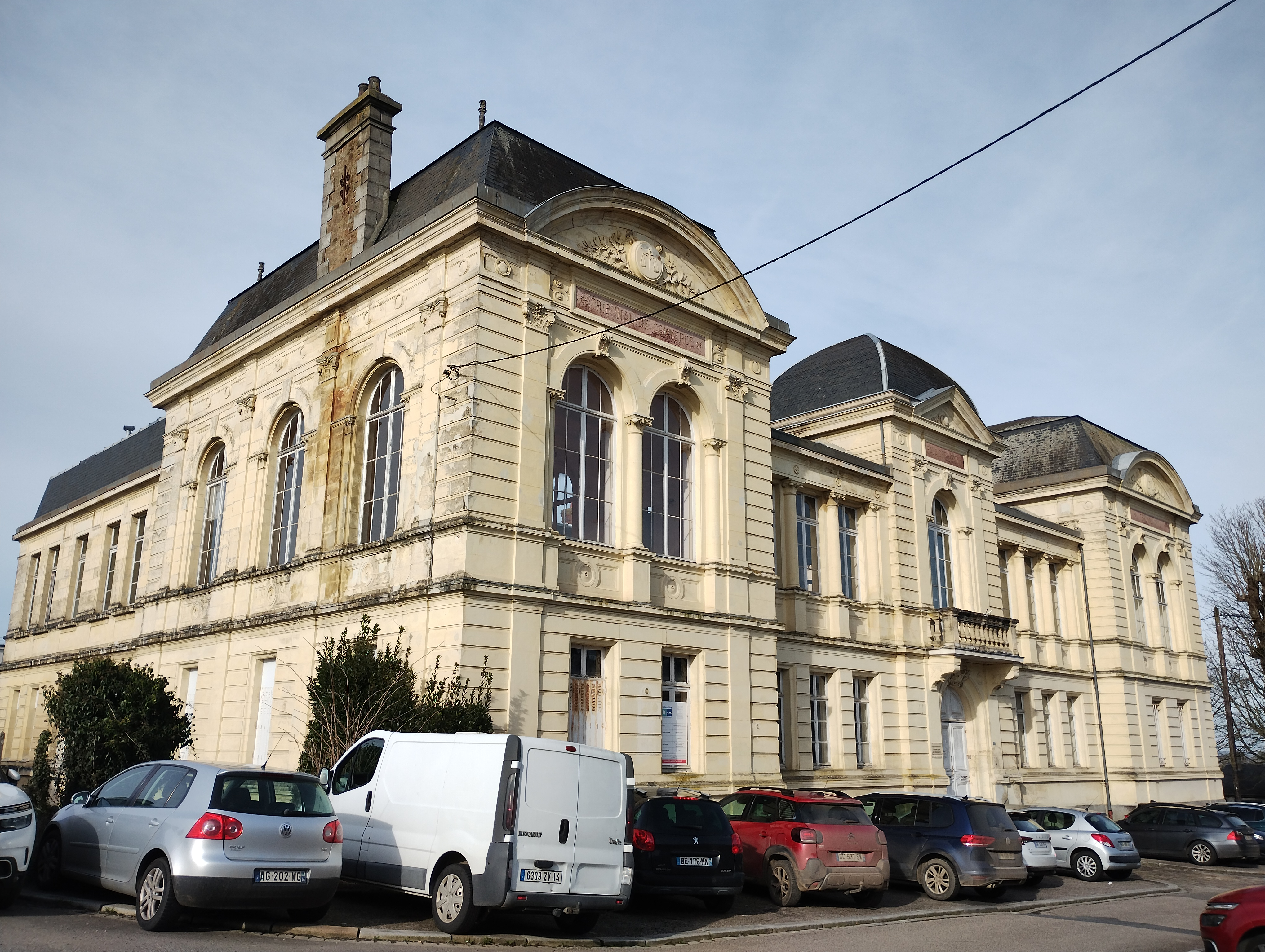
Le Palais de justice.
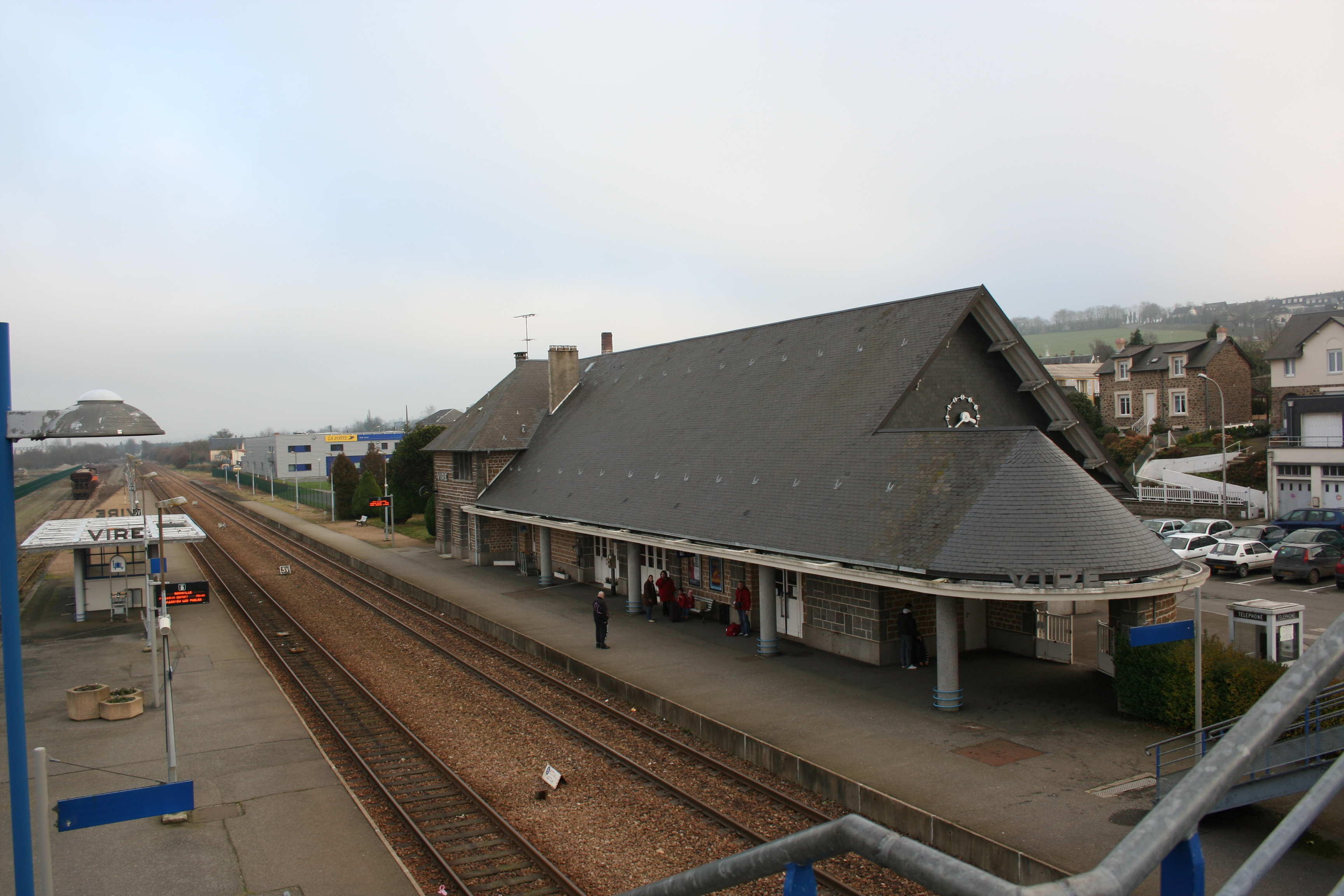
La gare.
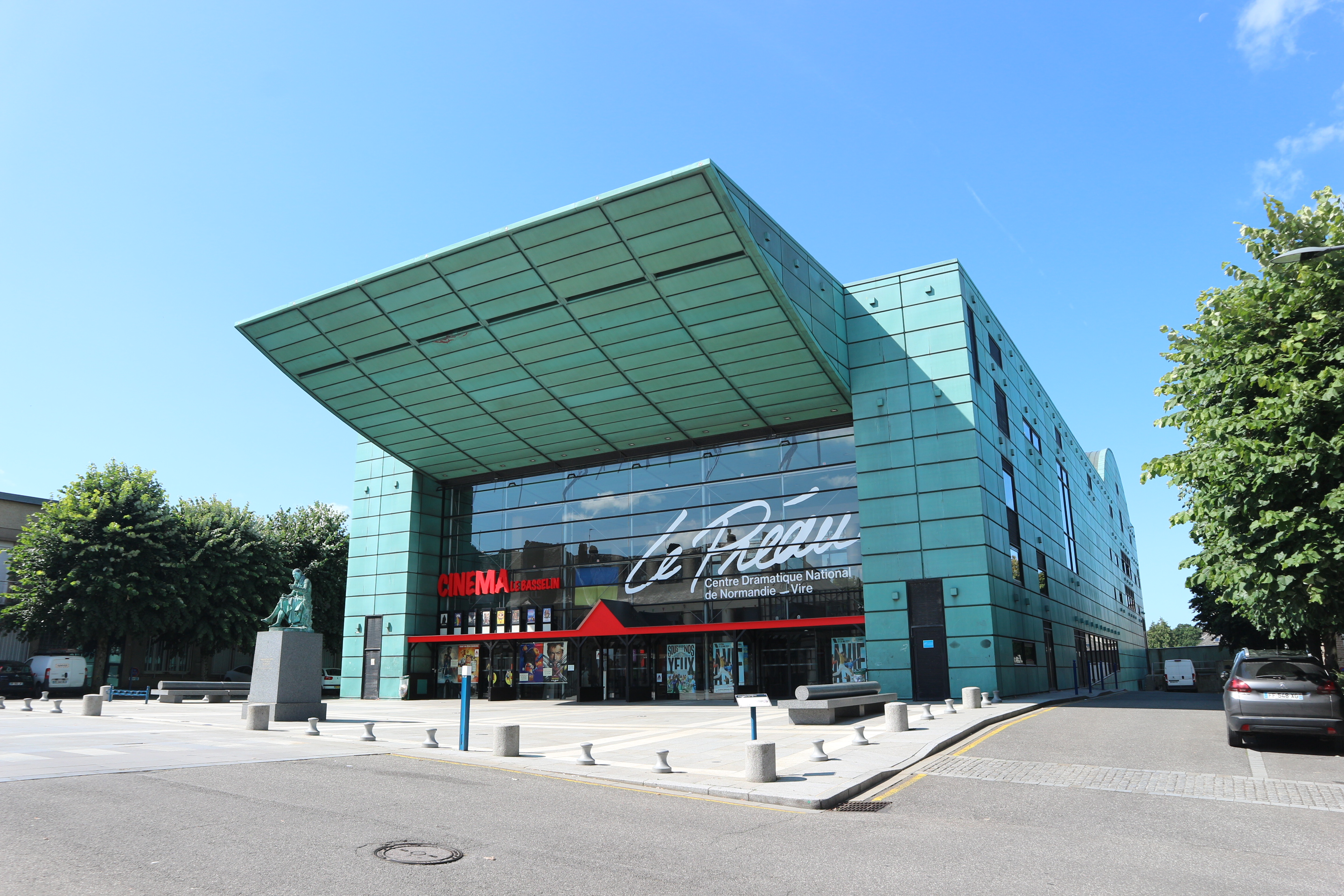
Le cinéma-théâtre.

#### Statuaire monumentale
- Statue de Castel réalisée par Jean Baptiste Joseph De Bay en 1835. Elle est inscrite au titre des monuments historiques depuis 2006. Elle représente René Castel[78].

### Gastronomie

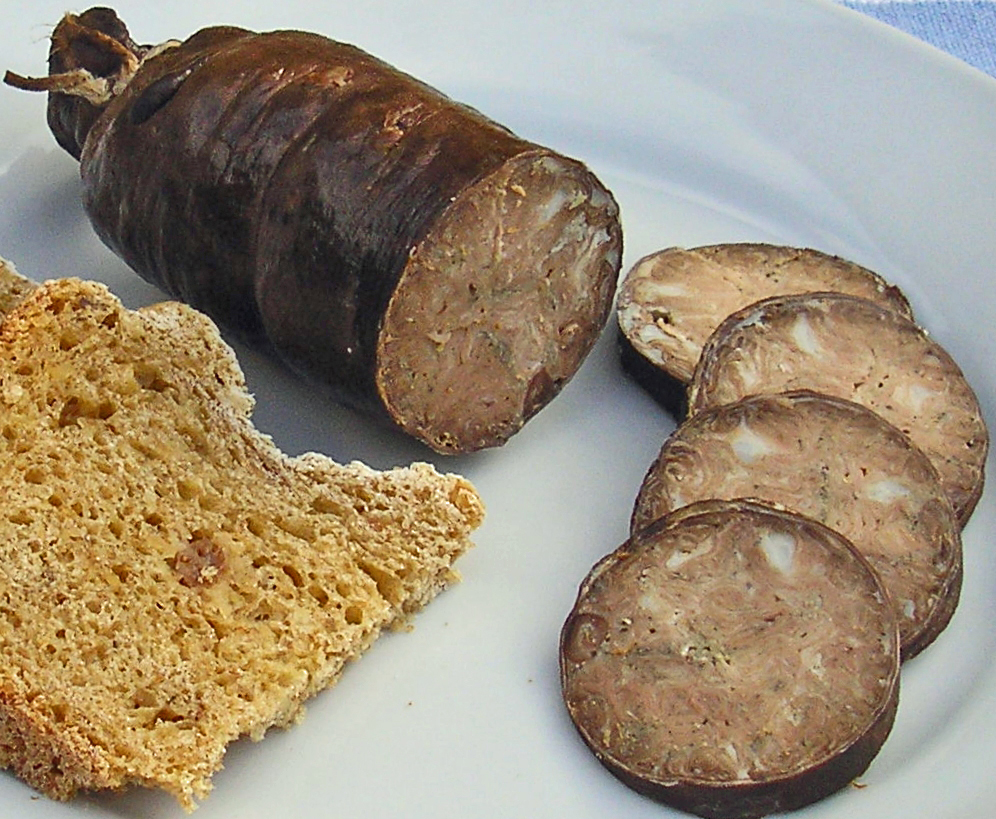
L'Andouille de Vire, spécialité gastronomique de la ville.

L'andouille est la spécialité gastronomique de Vire.

### Personnalités liées à la commune

#### Natifs

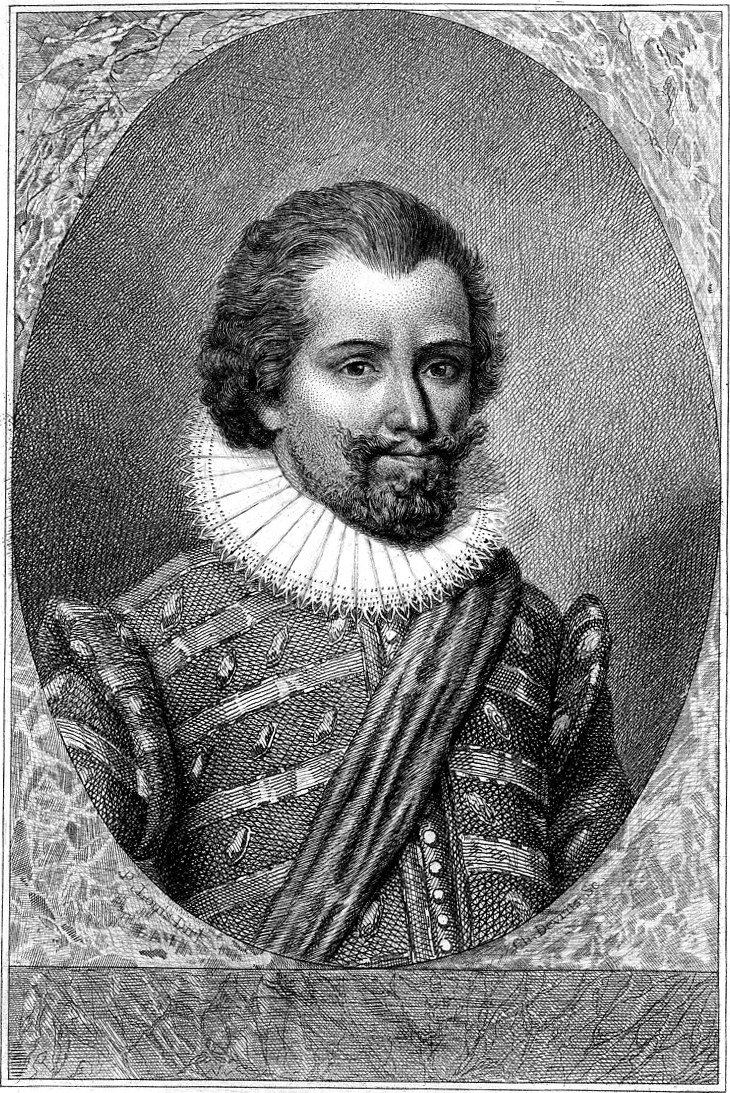
Thomas Sonnet de Courval
(1577-1627).

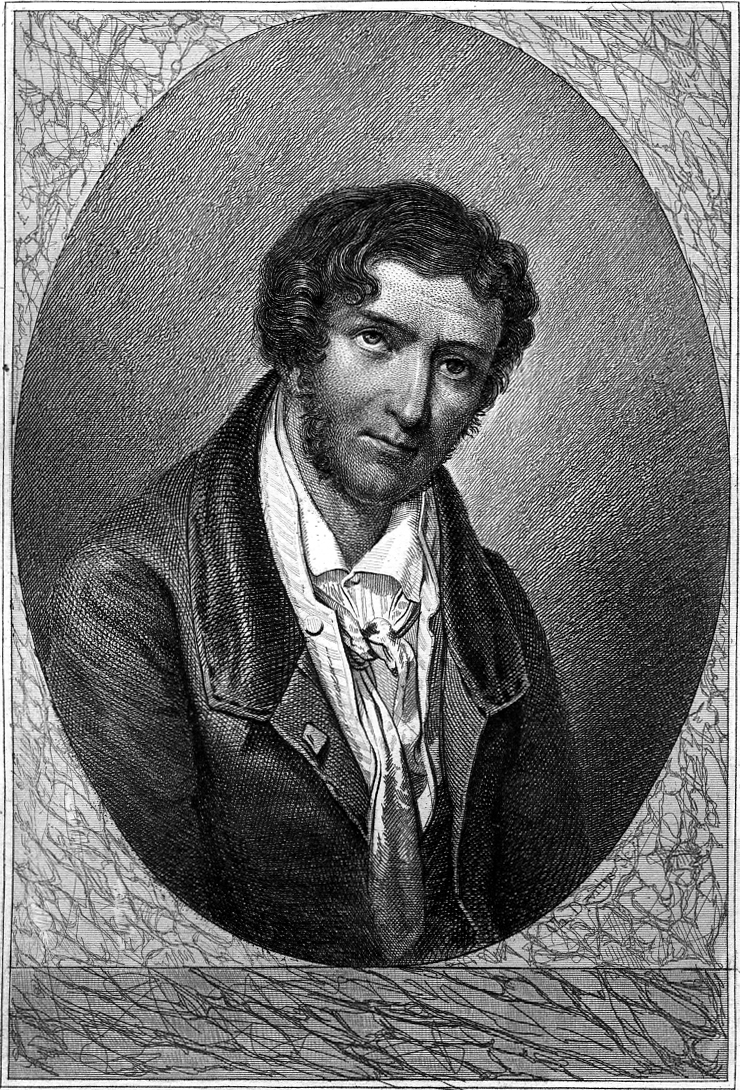
Charles-Julien Lioult de Chênedollé
(1769-1833).

- Gilles de la Vente, artiste peintre qui s'installe à Vire au XVIIe siècle, est le père ou l'aïeul d'une importante famille d'artistes peintres, tous nés à Vire : Olivier né en 1635, François l'Ancien né en 1671, Vincent l'Ancien né en 1680, François né en 1712, Vincent né en 1740, Jean François né en 1746.

XVe siècle
- Olivier Basselin (1403-1470), poète

XVIe et XVIIe siècles
- Jean Gosselin (1506-1604), bibliothécaire du roi.
- Jean Le Houx (1551-1616), avocat et poète. Il collecte et publie les vaudevilles d'Olivier Basselin.
- Jean Davy du Perron (v. 1565-1621), archevêque de Sens de 1618 à 1621.
- Thomas Sonnet de Courval (1577-1627), poète satirique.
- Les frères d'Aigneaux (?-1591), poètes et traducteurs de Virgile, amis du précédent.
- Jean-Baptiste Du Hamel (1624-1706), homme de sciences, philosophe et théologien.
- Thomas-Gilles Asselin (1684-1767), docteur de Sorbonne, principal du collège d'Harcourt.
- Jean Duhamel (XVIIe siècle-1703), poète.

XVIIIe siècle
- Thomas Pichon (1700-1781), espion et auteur.
- Pierre-Charles-François Porquet (1728-1796), poète.
- Guillaume Boivin de La Martinière (1745-1820) général.
- Joachim Lemoine (1745-1808), homme politique né à Vire, député du Calvados.
- René Castel (1758-1832), poète, naturaliste et député du Calvados.
- Étienne Brouard (1763-1823), militaire français des XVIIIe et XIXe siècles.
- Nicolas Lalleman (1764-1814), poète satirique.
- Charles-Julien Lioult de Chênedollé (1769-1833), poète.
- Richard Seguin (1772-1847), historien.
- Pierre Jean François Turpin (1775-1840), botaniste et illustrateur.
- Philippe François Lasnon de La Renaudière (1781-1845), président du tribunal civil de Vire de 1808 à 1820, poète, rédacteur et traducteur d'ouvrages de géographie, vice-président de la Société de géographie, décoré de la Légion d'honneur et châtelain de la Herbelière à Vaudry.

XIXe siècle
- Raoul des Rotours de Chaulieu (1802-1876), homme politique né et décédé à Vire, député du Calvados sous la Deuxième République.
- Jean-Charles Besnard (1802-1849), homme politique, député du Calvados de 1848 à 1849.
- Exupère-François Alais (1815-1866), sculpteur.
- Georges-Joseph de Momigny (1812-1882), compositeur.
- Félix Dortée (né à Vire en 1819), poète, auteur de Poésies, précédées d'une lettre de Béranger, 1851.
- Octave Gréard (1828-1904), pédagogue et universitaire français.
- Aymard de Banville (1837-1917), vicomte, photographe, homme politique. Il participe à une mission en Égypte (1863-1864) organisée par Emmanuel de Rougé où il réalise 200 à 300 négatifs au collodion humide. Ils utiliseront les premiers la photographie en archéologie et la technique avancée de Banville permettra de restituer une image dont la netteté sera largement supérieure aux autres travaux de l'époque. Leurs clichés seront édités en 1865 par Samson, et l'album sera un des plus importants documents d'archéologie égyptienne. Soixante-dix de ses plaques photographiques sont conservées aux Archives photographiques (Médiathèque de l'architecture et du patrimoine). Il devient conseiller général de l'Orne en 1870.
- Armand Gasté (1838-1902), homme de lettres, spécialiste de l'histoire littéraire de Normandie.
- Edgar Monteil (1845-1926), écrivain, journaliste, homme politique et préfet français.
- Marie Dulout (1870- ?), peintre.
- Maurice Dior (1872-1946), industriel.
- René Levavasseur (1881-1962), architecte.
- Raymond Lefebvre (1891-1920), écrivain, journaliste et militant pacifiste, socialiste puis communiste.

XXe siècle
- Hélène Couppey (1902-1977), conseillère municipale (1959-1971), présidente de l'association de reconstruction (1952-1964).
- Philippe Couppey (1929-2015), médecin virois, président de l'USM Vire tennis, médecin du sport, médecin scolaire, médecin de la SNCF adjoint aux sports.
- Jean Drucker (1941-2003), directeur de chaine de télévision.
- Michel Drucker (né en 1942), présentateur de télévision, frère de Jean.
- Jocelyne Cazin (née en 1950), journaliste, animatrice à la télévision canadienne francophone (TVA-LCN).
- Francis Letellier (né en 1964), journaliste, présentateur du Soir 3, sur France 3.
- Damien Éloi (né en 1969), joueur de tennis de table.
- Thierry Gouvenou (né en 1969), coureur cycliste.
- Stéphane Guy (né en 1970), journaliste sportif commentateur sur Canal+.
- Guillaume Costentin (né en 1982), joueur de basket-ball. Il évolue au poste d'arrière, au Rupella Basket 17 de La Rochelle.
- Gabin Villière (né en 1995), joueur de rugby ; évoluant au RC Toulon depuis 2019.
- Élisa Sergent, actrice.

#### Autres personnalités
- Guillaume de Tracy (mort en 1174 ou avant) chevalier et seigneur anglo-normand dont le château familial, maintenant détruit, était situé au lieu-dit  Tracy  sur le territoire de l'ancienne commune de Neuville fusionnée avec Vire. Il est connu pour être l'un des quatre assassins de Thomas Becket canonisé en 1173.
- Olivier Basselin (c.1400-c.1450) poète populaire et regardé comme l'inventeur du vaudeville, dont le nom semble avoir pour origine Vaux de Vire, site à proximité immédiate de la ville où résidait le poète.
- Joseph Joachim Guernier (1791-1848), peintre et professeur de dessin ayant passé une longue partie de sa vie à Vire où il est mort.
- Pierre Rivière (1815-1840), paysan normand, parricide. Il écrit le long texte de sa confession  (Moi, Pierre Rivière, ayant égorgé ma mère, ma sœur et mon frère, etc.)  à la maison d'arrêt de Vire du 10 au 21 juillet 1835. Ce document fait l'objet, en 1973, d'un séminaire dirigé par Michel Foucault au Collège de France et d'une adaptation au cinéma en 1976 par René Allio sous le titre Moi, Pierre Rivière, ayant égorgé ma mère, ma sœur et mon frère....
- Guy Mollet (1905-1975), professeur d'anglais, président du conseil de la IVe République. Il enseigne l'anglais au collège de Vire en 1941 et 1942.
- Guy Degrenne (1925-2006), industriel, fondateur de l'entreprise Guy Degrenne, est enterré au cimetière de Neuville.
- Adolphe Kaminsky (1925-2023), résistant spécialisé dans la fabrication de faux papiers d’identité[79]. Ses parents s'installent à Vire en 1938[80].
- Felipe Ferré (né en 1934) photographe franco-colombien. Il s'installe à Vire en 2008.
- Alain Genestar (né en 1950). Il a fait une partie de ses études à l'institut Saint-Jean-Eudes.
- Dominique Besnehard (né en 1954) est un producteur de cinéma, acteur français, directeur de casting et agent artistique. Il a grandi entre Houlgate (Calvados) et Vire.

### Héraldique
| Blason de Vire | Blason  | De gueules à la flèche renversée d'argent accostée de deux tours du même maçonnées de sable, ouvertes du champ. Ornements extérieursLa commune est titulaire de la croix de guerre 1939-1945. |
| Blason de Vire | Détails | |

## Pour approfondir